# 1954
| [ Edytuj tabelę ]                                                | |
| Przewodniczący Rady Państwa                                      | - 1952 Aleksander Zawadzki 1964 |
| Premier Polski                                                   | - 1952 Bolesław Bierut 1954 - 1954 Józef Cyrankiewicz 1970                                                                                   |
| Prezydent Polski na uchodźstwie                                  | - 1947 August Zaleski 1972 |
| Premier rządu RP na uchodźstwie                                  | - 1954 Jerzy Hryniewski 1954 - 1954 Stanisław Mackiewicz 1955                                                                                |
| I sekretarz KC PZPR                                              | - 1954 Bolesław Bierut 1956 |
| Król Afganistanu                                                 | - 1933 Mohammad Zaher Szah 1973 |
| Premier Afganistanu                                              | - 1953 Mohammad Daud Chan 1963 |
| Przywódca Albanii                                                | - 1944 Enver Hoxha 1985 |
| Premier Albanii                                                  | - 1944 Enver Hoxha 1954 - 1954 Mehmet Shehu 1981                                                                                             |
| Współksiążęta Andory                                             | - 1943 Ramón Iglesias i Navarri 1969 - 1946 Vincent Auriol 1954 - 1954 René Coty 1959                                                        |
| Król Arabii Saudyjskiej                                          | - 1953 Su’ud ibn Abd al-Aziz Al Su’ud 1964                                                                                                   |
| Prezydent Argentyny                                              | - 1946 płk. Juan Perón 1955 |
| Premier Australii                                                | - 1949 Robert Menzies 1966 |
| Prezydent Austrii                                                | - 1951 Theodor Körner 1957 |
| Kanclerz Austrii                                                 | - 1953 Julius Raab 1961 |
| Prezydent Birmy                                                  | - 1952 Ba U 1957 |
| Premier Birmy                                                    | - 1948 U Nu 1956 |
| Król Belgów                                                      | - 1951 Baudouin 1993 |
| Premier Belgii                                                   | - 1952 Jean Van Houtte 1954 - 1954 Achille Van Acker 1958                                                                                    |
| Król Bhutanu                                                     | - 1952 Jigme Dorji Wangchuck 1972 |
| Premier Bhutanu                                                  | - 1952 Jigme Palden Dorji 1964 |
| Prezydent Boliwii                                                | - 1952 Víctor Paz Estenssoro 1956 |
| Prezydent Brazylii                                               | - 1951 Getúlio Vargas 1954 |
| Sułtan Brunei                                                    | - 1950 Omar Ali Saifuddien III 1967 |
| Przywódca Bułgarii                                               | - 1949 Wyłko Czerwenkow 1954 - 1954 Todor Żiwkow 1989                                                                                        |
| Premier Bułgarii                                                 | - 1950 Wyłko Czerwenkow 1956 |
| Prezydent Chile                                                  | - 1952 Carlos Ibáñez del Campo 1958 |
| Przewodniczący ChRL                                              | - 1949 Mao Zedong 1959 |
| Premier Chin                                                     | - 1949 Zhou Enlai 1976 |
| Prezydent Czechosłowacji                                         | - 1953 Antonín Zápotocký 1957 |
| Premier Czechosłowacji                                           | - 1953 Viliam Široký 1963 |
| Król Danii                                                       | - 1947 Fryderyk IX 1972 |
| Premier Danii                                                    | - 1953 Hans Hedtoft 1955 |
| Dalajlama                                                        | - 1940 Tenzin Gjaco |
| Prezydent Dominikany                                             | - 1952 Héctor Trujillo 1960 |
| Prezydent Egiptu                                                 | - 1953 Muhammad Nadżib 1954 - 1954 Gamal Abdel Naser 1954 - 1954 Muhammad Nadżib 1954 - 1954 Gamal Abdel Naser 1958                          |
| Premier Egiptu                                                   | - 1952 Muhammad Nadżib 1954 - 1954 Gamal Abdel Naser 1954 - 1954 Muhammad Nadżib 1954 - 1954 Gamal Abdel Naser 1961                          |
| Prezydent Ekwadoru                                               | - 1952 José María Velasco Ibarra 1956 |
| Cesarz Etiopii                                                   | - 1941 Hajle Syllasje 1974 |
| Premier Etiopii                                                  | - 1942 Mekonnyn Yndalkaczeu 1957 |
| Prezydent Filipin                                                | - 1953 Ramon Magsaysay 1957 |
| Prezydent Finlandii                                              | - 1946 Juho Paasikivi 1956 |
| Premier Finlandii                                                | - 1953 Sakari Tuomioja 1954 - 1954 Ralf Törngren 1954 - 1954 Urho Kekkonen 1956                                                              |
| Prezydent Francji                                                | - 1947 Vincent Auriol 1954 - 1954 René Coty 1959                                                                                             |
| Premier Francji                                                  | - 1953 Joseph Laniel 1954 - 1954 Pierre Mendès France 1955                                                                                   |
| Król Grecji                                                      | - 1947 Paweł I 1964 |
| Premier Grecji                                                   | - 1952 Aleksandros Papagos 1955 |
| Prezydent Gwatemali                                              | - 1951 Jacobo Arbenz Guzmán 1954 - 1954 Carlos Enrique Díaz de León (p.o.) 1954 - 1954 junta 1954 - 1954 Carlos Castillo Armas] 1957         |
| Prezydent Haiti                                                  | - 1950 Paul Magloire 1956 |
| Regent Hiszpanii                                                 | - 1947 Francisco Franco 1975 |
| Premier Hiszpanii                                                | - 1939 Francisco Franco 1973 |
| Król Holandii                                                    | - 1948 Juliana 1980 |
| Premier Holandii                                                 | - 1948 Willem Drees 1958 |
| Prezydent Hondurasu                                              | - 1949 Juan Manuel Gálvez Durón 1954 - 1954 Julio Lozano Díaz (p.o.) 1956                                                                    |
| Szach Iranu                                                      | - 1941 Mohammad Reza Pahlawi 1979 |
| Premier Iranu                                                    | - 1953 Fazlollah Zahedi 1955 |
| Prezydent Indii                                                  | - 1950 Rajendra Prasad 1962 |
| Premier Indii                                                    | - 1947 Jawaharlal Nehru 1964 |
| Prezydent Indonezji                                              | - 1945 Sukarno 1967 |
| Prezydent Irlandii                                               | - 1945 Seán O’Kelly 1959 |
| Premier Irlandii                                                 | - 1951 Éamon de Valera 1954 - 1954 John A. Costello 1957                                                                                     |
| Prezydent Islandii                                               | - 1952 Ásgeir Ásgeirsson 1968 |
| Premier Islandii                                                 | - 1953 Ólafur Thors 1956 |
| Prezydent Izraela                                                | - 1952 Jicchak Ben Cewi 1963 |
| Premier Izraela                                                  | - 1948 Dawid Ben Gurion 1954 - 1954 Mosze Szaret 1955                                                                                        |
| Cesarz Japonii                                                   | - 1926 Hirohito 1989 |
| Premier Japonii                                                  | - 1948 Shigeru Yoshida 1954 - 1954 Ichirō Hatoyama 1956                                                                                      |
| Król Jordanii                                                    | - 1952 Husajn 1999 |
| Premier Jordanii                                                 | - 1953 Fauzi al-Mulki 1954 - 1954 Taufik Abu al-Huda 1955                                                                                    |
| Prezydent Jugosławii                                             | - 1953 Josip Broz Tito 1980 |
| Premier Jugosławii                                               | - 1945 Josip Broz Tito 1963 |
| Król Kambodży                                                    | - 1953 Norodom Sihanouk 1955 |
| Premier Kambodży                                                 | - 1953 Chan Nak 1954 - 1954 Norodom Sihanouk 1954 - 1954 Penn Nouth 1955                                                                     |
| Premier Kanady                                                   | - 1948 Louis St. Laurent 1957 |
| Prezydent Kolumbii                                               | - 1953 gen. Gustavo Rojas Pinilla 1957 |
| Patriarcha Konstantynopola                                       | - 1948 Atenagoras I 1972 |
| Prezydent Korei Południowej                                      | - 1948 Rhee Syng-man 1960 |
| Premier Korei Południowej                                        | - 1953 Paik Too-chin 1954 - 1954 Pyon Yong-tae 1954 - 1954 Paek Han-song (p.o.) 1954                                                         |
| Premier KRLD                                                     | - 1948 Kim Il Sŏng 1972 |
| Prezydent Kostaryki                                              | - 1953 José Figueres Ferrer 1958 |
| Prezydent Kuby                                                   | - 1952 Fulgencio Batista 1959 |
| Premier Kuby                                                     | - 1954 Andrés Domingo (p.o.) 1955 |
| Król Laosu                                                       | - 1946 Sisavang Vong 1959 |
| Prezydent Libanu                                                 | - 1952 Kamil Szamun 1958 |
| Premier Libanu                                                   | - 1953 Abd Allah al-Jafi 1954 - 1954 Sami as-Sulh 1955                                                                                       |
| Prezydent Liberii                                                | - 1944 William Tubman 1971 |
| Król Libii                                                       | - 1951 Idris I 1969 |
| Premier Libii                                                    | - 1951 Mahmud al-Muntasir 1954 - 1954 Muhammad as-Sakizli 1954 - 1954 Mustafa ibn Halim 1957                                                 |
| Książę Liechtensteinu                                            | - 1938 Franciszek Józef II 1989 |
| Premier Liechtensteinu                                           | - 1945 Alexander Frick 1962 |
| Premier Litwyna emigracji                                        | - 1940 Stasys Lozoraitis 1983 |
| Wielki książę Luksemburga                                        | - 1919 Szarlotta 1964 |
| Premier Luksemburga                                              | - 1953 Joseph Bech 1958 |
| Premier Malty                                                    | - 1950 George Borg Olivier 1955 |
| Sułtan Maroka                                                    | - 1953 Muhammad ibn Arafa 1956 |
| Prezydent Meksyku                                                | - 1952 Adolfo Ruiz Cortines 1958 |
| Książę Monako                                                    | - 1949 Rainier III 2005 |
| Minister stanu Monako                                            | - 1953 Henry Soum 1959 |
| Przewodniczący Prezydium Wielkiego Churału Państwowego Mongolii  | - 1953 Süchbaataryn Jandżmaa (p.o.) 1954 - 1954 Dżamsrangijn Sambuu 1960                                                                     |
| Premier Mongolii                                                 | - 1952 Jumdżaagijn Cedenbal 1974 |
| Sekretarz generalny NATO                                         | - 1952 Hastings Lionel Ismay (Wielka Brytania) 1957                                                                                          |
| Król Nepalu                                                      | - 1951 Tribhuvan 1955 |
| Premier Nepalu                                                   | - 1953 Matrika Prasad Koirala 1955 |
| Prezydent Niemiec                                                | - 1949 Theodor Heuss 1959 |
| Kanclerz Niemiec                                                 | - 1949 Konrad Adenauer 1963 |
| Prezydent Nikaragui                                              | - 1950 Anastasio Somoza García 1956 |
| Król Norwegii                                                    | - 1905 Haakon VII 1957 |
| Premier Norwegii                                                 | - 1951 Oscar Torp 1955 |
| Premier Nowej Zelandii                                           | - 1949 Sidney Holland 1957 |
| Prezydent NRD                                                    | - 1949 Wilhelm Pieck 1960 |
| Premier NRD                                                      | - 1949 Otto Grotewohl 1964 |
| Sułtan Omanu                                                     | - 1932 Sa’id ibn Tajmur 1970 |
| Sekretarz generalny ONZ                                          | - 1953 Dag Hammarskjöld (Szwecja) 1961 |
| Król Pakistanu (tytularny)                                       | - 1952 Elżbieta II 1956 |
| Premier Pakistanu                                                | - 1953 Muhammad Ali Bogra 1955 |
| Prezydent Panamy                                                 | - 1952 José Antonio Remón Cantera 1955 |
| Papież                                                           | - 1939 Pius XII 1958 |
| Prezydent Paragwaju                                              | - 1949 Federico Chaves 1954 - 1954 Tomás Romero Pereira 1954 - 1954 gen. Alfredo Stroessner 1989                                             |
| Prezydent Peru                                                   | - 1948 Manuel A. Odría 1956 |
| Premier Południowej Afryki                                       | - 1948 Daniel Malan 1954 - 1954 Johannes Strijdom 1958                                                                                       |
| Prezydent Portugalii                                             | - 1951 Francisco Craveiro Lopes 1958 |
| Premier Portugalii                                               | - 1932 António de Oliveira Salazar 1968 |
| Sekretarz generalny Rady Europy                                  | - 1953 Léon Marchal (Francja) 1956 |
| Prezydent Rumunii                                                | - 1952 Petru Groza 1958 |
| Premier Rumunii                                                  | - 1952 Gheorghe Gheorghiu-Dej 1955 |
| Prezydent Salwadoru                                              | - 1950 Óscar Osorio 1956 |
| Kapitanowie regenci San Marino                                   | - 1953 Giordano Giacomini Giuseppe Renzi 1954 - 1954 Giuseppe Forcellini Secondo Fiorini 1954 - 1954 Agostino Giacomini Luigi Montironi 1955 |
| Sekretarz Stanu do spraw Politycznych i Zagranicznych San Marino | - 1945 Gino Giacomini 1957 |
| Premier Sri Lanki                                                | - 1953 John Kotelawala 1956 |
| Premier Sudanu                                                   | - 1954 Isma’il al-Azhari 1956 |
| Prezydent Syrii                                                  | - 1953 Adib asz-Sziszakli 1954 - 1954 Maamun al-Kuzbari (p.o.) 1954 - 1954 Haszim al-Atasi 1955                                              |
| Premier Syrii                                                    | - 1953 Adib asz-Sziszakli 1954 - 1954 Sabri al-Asali 1954 - 1954 Sa’id al-Ghazzi 1954 - 1954 Faris al-Churi 1955                             |
| Prezydent Szwajcarii                                             | - 1954 Rodolphe Rubattel 1954 |
| Król Szwecji                                                     | - 1950 Gustaw VI Adolf 1973 |
| Premier Szwecji                                                  | - 1946 Tage Erlander 1969 |
| Król Tajlandii                                                   | - 1946 Bhumibol Adulyadej 2016 |
| Premier Tajlandii                                                | - 1948 Plaek Pibulsongkram 1957 |
| Prezydent Tajwanu                                                | - 1950 Czang Kaj-szek 1975 |
| Król Tonga                                                       | - 1918 Salote Tupou III 1965 |
| Premier Tonga                                                    | - 1949 Taufaʻahau Tupou IV 1965 |
| Prezydent Turcji                                                 | - 1950 Celâl Bayar 1960 |
| Premier Turcji                                                   | - 1950 Adnan Menderes 1960 |
| Prezydent Urugwaju                                               | - 1951 Andres Martínez Trueba (p.o.) 1955 |
| Prezydent USA                                                    | - 1953 Dwight Eisenhower 1961 |
| Prezydent Wenezueli                                              | - 1952 Marcos Pérez Jiménez 1958 |
| Prezydent Węgier                                                 | - 1952 István Dobi 1967 |
| Premier Węgier                                                   | - 1953 Imre Nagy 1955 |
| Monarcha Wielkiej Brytanii                                       | - 1952 Elżbieta II 2022 |
| Premier Wielkiej Brytanii                                        | - 1951 Winston Churchill 1955 |
| Prezydent Wietnamu Północnego                                    | - 1945 Hồ Chí Minh 1969 |
| Premier Wietnamu Północnego                                      | - 1945 Hồ Chí Minh 1955 |
| Premier Wietnamu Południowego                                    | - 1954 Nguyễn Phúc Bửu Lộc 1954 - 1954 Phan Huy Quát 1954 - 1954 Ngô Đình Diệm 1955                                                          |
| Prezydent Włoch                                                  | - 1948 Luigi Einaudi 1955 |
| Premier Włoch                                                    | - 1953 Giuseppe Pella 1954 - 1954 Amintore Fanfani 1954 - 1954 Mario Scelba 1955                                                             |
| Przywódca ZSRR                                                   | - 1953 Nikita Chruszczow 1964 |
| Premier ZSRR                                                     | - 1953 Gieorgij Malenkow 1955 |

Rok 1954 / MCMLIV
stulecia: XIX wiek ~
XX wiek ~
XXI wiek

dziesięciolecia:
1920–1929 •
1930–1939 •
1940–1949 •
1950–1959
• 1960–1969
• 1970–1979
• 1980–1989

lata: 1944 «
1949 «
1950 «
1951 «
1952 «
1953 «
1954
» 1955
» 1956
» 1957
» 1958
» 1959
» 1964

## Rok 1954 ogłoszono
- Rokiem Świętym Jakubowym

## Wydarzenia w Polsce
- 13 stycznia – zlikwidowano więzienie na lubelskim zamku.
- 21 stycznia – nowohucki kombinat metalurgiczny otrzymał imię Lenina.
- 22 stycznia – przy placu Powstańców Warszawy 7 uruchomiono Doświadczalny Ośrodek Telewizyjny z własnym zespołem dziennikarskim.
- 25 stycznia – premiera pierwszego kolorowego filmu produkcji polskiej Przygoda na Mariensztacie.
- 22 lutego – 21 górników zginęło w pożarze w KWK Dębieńsko w Czerwionce-Leszczynach.
- 24 lutego:
  - wydano dekret o utworzeniu zakładowych komisji rozjemczych.
  - katastrofa kolejowa w Świebodzicach koło Wałbrzycha, uwolnione z zabezpieczeń bale drewniane z pociągu towarowego uderzyły w wagony mijanego pociągu pasażerskiego; zginęło kilkanaście osób, kilkadziesiąt zostało rannych.
- 25 lutego – premiera filmu Autobus odjeżdża 6.20.
- 27 lutego – premiera filmu Piątka z ulicy Barskiej.
- 10 marca – rozpoczął się II Zjazd PZPR.
- 13 marca – został założony Studencki Teatr Satyryków.
- 18 marca – Józef Cyrankiewicz został premierem.
- 21 marca – 82 górników zginęło w pożarze w KWK Barbara-Wyzwolenie w Chorzowie.
- 7 kwietnia – Tadeusz Mrugacz został prezydentem Krakowa.
- 27 kwietnia – premiera filmu Celuloza.
- 1 maja:
  - w Gdańsku otwarto Miejski Ogród Zoologiczny Wybrzeża oraz Ogród Botaniczny w Oliwie wraz z palmiarnią.
  - zainaugurował działalność warszawski Teatr Komedia.
- 2 maja – zainaugurował działalność Studencki Teatr Satyryków.
- 16 maja – ukazało się pierwsze wydanie śląskiego tygodnika Panorama.
- 19 czerwca – w Warszawie:
  - Gerard Mach ustanowił rekord Polski w biegu na 400 m wynikiem 48,0 s.
  - Edmund Potrzebowski ustanowił rekord Polski w biegu na 1500 m wynikiem 3:48,4 s.
- 20 czerwca – rozegrano pierwszy memoriał Janusza Kusocińskiego:
  - średniodystansowiec Edmund Potrzebowski ustanowił rekord Polski w biegu na 800 m wynikiem 1:50,7 s.
- 30 czerwca – całkowite zaćmienie Słońca w Polsce.
- 7 lipca – utworzono Politechnikę Krakowską.
- 11 lipca – we Wrocławiu, Halina Grodecka ustanowiła rekord Polski w biegu na 400 m wynikiem 58,8 s.
- 17 lipca – utworzono Wyższą Szkołę Rolniczą w Szczecinie, przekształconą później w Akademię Rolniczą w Szczecinie.
- 21 lipca – uruchomiono pierwszą turbinę w żerańskiej elektrociepłowni.
- 22 lipca:
  - w Hucie im. Lenina w Krakowie odbył się pierwszy spust surówki z wielkiego pieca nr 1; wydarzenie to jest uznawane za oficjalną datę otwarcia kombinatu.
  - Jerzy Chromik ustanowił rekord Polski w biegu na 3000 m z przeszk. wynikiem 8:56,0 s.
- 3 sierpnia – milicja przeprowadziła Akcję „X-2”, w wyniku której wysiedlono do obozów pracy ponad 1500 zakonnic i zlikwidowano 323 domy zakonne.
- 25 sierpnia – Bożena Pestka ustanowiła rekord Polski w biegu na 800 m wynikiem 2:12,0 s.
- 26 sierpnia – 18 górników zginęło po wdarciu się wody do wyrobiska w KWK „Komuna Paryska” w Jaworznie.
- 11 września – Edward Bugała ustanowił rekord Polski w biegu na 400 m ppł. wynikiem 53,5 s.
- 25 września – przeprowadzono reformę administracyjną; gminy zostały zastąpione przez gromadzkie rady narodowe.
- 27 września – Edward Bugała ustanowił rekord Polski w biegu na 110 m ppł. wynikiem 14,8 s.
- 28 września – wysoki urzędnik Ministerstwa Bezpieczeństwa Publicznego, płk Józef Światło, który uciekł z kraju podczas wizyty w Berlinie Zachodnim, rozpoczął w Radiu Wolna Europa cykl audycji pt. Za kulisami bezpieki i partii.
- 1 października – Warszawa: uruchomiono pierwszą polską stację radiofoniczną UKF na częstotliwości 97,6 MHz.
- 6 października – uwięziony przez władze PRL prymas Stefan Wyszyński został drogą lotniczą przewieziony z miejsca odosobnienia w Stoczku Klasztornym do Prudnika.
- 21 października – premiera filmu Niedaleko Warszawy.
- 30 października – utworzono parki narodowe: Babiogórski, Tatrzański i Pieniński.
- 13 listopada – dwunastu miejscowościom nadano prawa miejskie. Były to: Brzeg Dolny, Dęblin, Jaworzyna Śląska, Luboń, Niedobczyce, Pionki, Pszów, Radlin, Rumia, Strzemieszyce Wielkie, Świdnik oraz Żarów.
- 30 listopada – Program I Polskiego Radia nadał premierowe wydanie audycji Kronika sportowa.
- 5 grudnia – przeprowadzono wybory do rad narodowych.
- 7 grudnia – rozwiązano Ministerstwo Bezpieczeństwa Publicznego.
- 13 grudnia – Władysław Gomułka został zwolniony z więzienia.

## Wydarzenia na świecie
- 3 stycznia – rozpoczął nadawanie włoski kanał Rai Uno.
- 4 stycznia – w Duisburgu zainstalowano pierwsze w Niemczech parkometry.
- 5 stycznia – dokonano oblotu myśliwca MiG-19.
- 9 stycznia:
  - w Nowym Jorku po raz pierwszy publicznie zaprezentowano kalkulator elektroniczny.
  - w grenlandzkiej osadzie North Ice odnotowano temperaturę powietrza –66,1 °C (najniższa temperatura w Ameryce Północnej).
- 10 stycznia – 35 osób zginęło w katastrofie brytyjskiego samolotu De Havilland Comet, u wybrzeży włoskiej wyspy Elba.
- 12 stycznia – w Nowej Zelandii królowa Elżbieta II po raz pierwszy w historii dokonała otwarcia sesji parlamentu poza granicami Wielkiej Brytanii.
- 14 stycznia – w ratuszu w San Francisco odbył się ślub Marilyn Monroe i baseballisty Joe DiMaggio.
- 16 stycznia – René Coty został prezydentem Francji.
- 18 stycznia – Amintore Fanfani został premierem Włoch.
- 21 stycznia – w Groton (Connecticut) zwodowano pierwszy okręt podwodny o napędzie nuklearnym USS Nautilus (matką chrzestną była „pierwsza dama” USA – Mamie Eisenhower).
- 26 stycznia – po ustąpieniu Dawida Ben Guriona premierem Izraela został Mosze Szaret.
- 29 stycznia – hokejowa reprezentacja ZSRR pokonała w swym pierwszym, oficjalnym meczu Finlandię 8:2.
- 3 lutego – Elżbieta II jako pierwszy monarcha brytyjski przybyła do Australii.
- 11 lutego – otwarto Mawson Station, pierwszą australijską stację badawczą na Antarktydzie.
- 18 lutego – zakończyła się Konferencja berlińska z udziałem ministrów spraw zagranicznych wielkiej trójki oraz Francji w sprawie wojny koreańskiej i I wojny indochińskiej.
- 19 lutego – dla uczczenia trzechsetnej rocznicy ugody perejesławskiej, Nikita Chruszczow wcielił obwód krymski do Ukraińskiej SRR.
- 23 lutego – po raz pierwszy podano dzieciom szczepionkę przeciwko polio.
- 25 lutego:
  - Gamal Abdel Naser został premierem Egiptu.
  - rozpoczęła emisję Telewizja Czechosłowacka.
  - w wyniku wojskowego zamachu stanu został obalony prezydent Syrii Abida al-Sziszakli.
- 28 lutego – Haszim al-Atasi został prezydentem Syrii.
- 1 marca:
  - na atolu Bikini Amerykanie przeprowadzili testy z bombą wodorową o sile odpowiadającej 600 bomb zrzuconych na Hiroszimę.
  - 5 amerykańskich kongresmenów zostało rannych, gdy nacjonaliści z Portoryko otworzyli ogień z galerii dla publiczności w budynku Kapitolu w Waszyngtonie.
- 4 marca:
  - Boston: Joseph Murray i John Merrill dokonali pierwszego udanego przeszczepienia nerki.
  - Todor Żiwkow został I sekretarzem Bułgarskiej Partii Komunistycznej.
- 7 marca:
  - Muhammad Fareed Didi został ostatnim sułtanem Malediwów.
  - Szwecja: hokejowa reprezentacja ZSRR zdobyła złote medale w swym pierwszym występie na mistrzostwach świata, po wygranej w finale nad Kanadą 7:2.
- 8 marca – dokonano oblotu amerykańskiego śmigłowca wielozadaniowego Sikorsky H-34 Choctaw.
- 9 marca – amerykańscy dziennikarze Edward Murrow i Fred Friendly stworzyli 30-minutowy dokument z cyklu „See It Now” zatytułowany „A Report on Senator Joseph McCarthy” (Raport nt. senatora Josepha McCarthy).
- 13 marca:
  - I wojna indochińska: rozpoczęła się bitwa o Dien Bien Phu.
  - Iwan Sierow został przewodniczącym KGB.
- 14 marca – polskie partie polityczne w Wielkiej Brytanii podpisały Akt zjednoczenia narodowego.
- 17 marca:
  - w rejonie Ma’ale Akrabim na północy pustyni Negew autobus jadący z Ejlatu do Tel Awiwu został ostrzelany przez arabskich fedainów, w wyniku czego zginął kierowca a rannych zostało kilku pasażerów. Następnie zamachowcy wyrzucili pasażerów z autobusu i zastrzelili 11 z nich będących Żydami.
  - Nowouralsk uzyskał prawa miejskie.
- 25 marca:
  - przedsiębiorstwo RCA wyprodukowało pierwszy odbiornik TV kolorowej (12” ekran, cena 1000 USD).
  - odbyła się 26. ceremonia wręczenia Oscarów.
- 27 marca – na atolu Bikini Amerykanie zdetonowali bombę wodorową, drugą w ramach operacji „Castle”.
- 28 marca – w USA wystartowała hiszpańskojęzyczna sieć telewizyjna Telemundo.
- 30 marca – otwarto metro w Toronto.
- 1 kwietnia – powstała Akademia Sił Powietrznych Stanów Zjednoczonych.
- 3 kwietnia – 25 osób zginęło w katastrofie samolotu Douglas DC-3 pod Adaną w Turcji.
- 8 kwietnia:
  - w katastrofie samolotu de Havilland Comet należącego do South African Airways u wybrzeży Włoch zginęło wszystkich 21 osób na pokładzie.
  - w wyniku zderzenia samolotu pasażerskiego Canadair C-4 z awionetką nad miastem Moose Jaw w kanadyjskiej prowincji Saskatchewan zginęło 36 osób.
- 12 kwietnia:
  - Bill Haley wraz z grupą The Comets nagrał piosenkę Rock Around the Clock, uznaną za pierwszy utwór rockandrollowy.
  - Mustafa Ben Halim został premierem Libii.
- 14 kwietnia – założono cypryjski klub sportowy Apollon Limassol.
- 18 kwietnia – w Egipcie objął rządy Gamal Abdel Naser.
- 24 kwietnia – ChRL i Indie zawarły traktat o przyjaźni.
- 26 kwietnia:
  - w Genewie rozpoczęła się konferencja z udziałem ministrów spraw zagranicznych 5 mocarstw i państw zaangażowanych w sprawie przywrócenia pokoju w Korei i Indochinach.
  - Amerykanie przeprowadzili na atolu Bikini próbny wybuch bomby wodorowej.
  - premiera filmu Siedmiu samurajów.
- 29 kwietnia – Indie uznały chińską aneksję Tybetu.
- 30 kwietnia – premiera westernu Rzeka bez powrotu.
- 1 maja – w Manili rozpoczęły się II Igrzyska Azjatyckie.
- 4 maja – gen. Alfredo Stroessner dokonał wojskowego zamachu stanu w Paragwaju.
- 6 maja – Brytyjczyk Roger Bannister jako pierwszy przebiegł bieg na milę (1609 metrów) w czasie poniżej 4 minut (3:59,4).
- 7 maja – I wojna indochińska: ostateczna klęska wojsk francuskich w bitwie pod Dien Bien Phu.
- 8 maja:
  - rozpoczęła się konferencja genewska w sprawie Indochin.
  - w Manili została założona Azjatycka Konfederacja Piłkarska (AFC).
- 14 maja – podpisano Konwencję haską dotyczącą postępowania wobec dóbr kultury w czasie konfliktu zbrojnego.
- 17 maja – Sąd Najwyższy Stanów Zjednoczonych wydał ustawę znoszącą segregację rasową w szkołach.
- 19 maja – Pakistan i USA podpisały w Karaczi układ o wzajemnej obronie.
- 20 maja – na konferencji w Genewie podpisano porozumienie dzielące Wietnam wzdłuż 17. równoleżnika.
- 23 maja – Reprezentacja Anglii w piłce nożnej mężczyzn przegrała w rozegranym w Budapeszcie meczu towarzyskim z Węgrami 1:7, co jest najwyższą dotychczas porażką w jej historii.
- 26 maja – u wybrzeży stanu Rhode Island doszło do serii eksplozji na pokładzie lotniskowca USS „Bennington”; zginęło 103 członków załogi, a 201 zostało rannych.
- 29 maja:
  - w holenderskim Oosterbeek rozpoczęło się pierwsze spotkanie Grupy Bilderberg.
  - papież Pius X został kanonizowany przez Piusa XII.
- 6 czerwca – transmisją z Festiwalu Narcyzów w szwajcarskim Montreux zainaugurowała swą działalność sieć telewizyjna Eurowizja.
- 12 czerwca – Dominik Savio został kanonizowany przez papieża Piusa XII.
- 15 czerwca – w Bazylei założono Unię Europejskich Związków Piłkarskich (UEFA).
- 16 czerwca – w Szwajcarii rozpoczęły się V Mistrzostwa Świata w Piłce Nożnej.
- 18 czerwca:
  - Pierre Mendès France został premierem Francji.
  - w ramach akcji zorganizowanej przez CIA oddziały emigrantów wkroczyły z terytorium Hondurasu do Gwatemali w celu obalenia komunizującego prezydenta płka Jacobo Arbenza Guzmána.
- 20 czerwca – oddano do użytku Most Przyjaźni łączący Bułgarię z Rumunią przez Dunaj.
- 22 czerwca – drużyna polskich szablistów w składzie: Marek Kuszewski, Zygmunt Pawlas, Jerzy Pawłowski, Andrzej Piątkowski, Jerzy Twardokens i Wojciech Zabłocki, zdobyła w Luksemburgu wicemistrzostwo świata.
- 26 czerwca – uruchomiono pierwszą na świecie elektrownię jądrową w Obninsku.
- 27 czerwca:
  - w wyniku zorganizowanego przez CIA zamachu stanu został obalony prezydent Gwatemali Jacobo Arbenz Guzmán.
  - w trakcie mistrzostw świata w piłce nożnej rozegrano mecz ćwierćfinałowy pomiędzy węgierską „złotą jedenastką” a reprezentacją Brazylii, z powodu brutalnej gry i bójki po zakończeniu, nazywany bitwą pod Bernem.
- 28 czerwca – dokonano oblotu amerykańskiego bombowca Douglas B-66 Destroyer.
- 4 lipca – w szwajcarskim Bernie odbył się finał mistrzostw świata w piłce nożnej: RFN – Węgry 3:2 (2:2).
- 7 lipca – Jamtsarangiyn Sambuu został prezydentem Mongolii.
- 15 lipca – w Reston w stanie Waszyngton w USA przetestowano pierwszy komercyjny odrzutowiec pasażerski zbudowany w USA, Boeinga 707.
- 19 lipca – został wydany debiutancki singiel Elvisa Presleya That’s All Right.
- 29 lipca – w Wielkiej Brytanii opublikowano pierwszy tom powieści J.R.R. Tolkiena Władca Pierścieni.
- 31 lipca – szczyt K2 w Himalajach został zdobyty po raz pierwszy przez ekspedycję włoską pod przewodnictwem Ardito Desio.
- 1 sierpnia – zakończyła się I wojna indochińska.
- 10 sierpnia – w Stanach Zjednoczonych zdelegalizowano partię komunistyczną.
- 15 sierpnia – generał Alfredo Stroessner objął urząd prezydenta Paragwaju.
- 23 sierpnia – dokonano oblotu amerykańskiego wojskowego samolotu transportowego Lockheed C-130 Hercules.
- 24 sierpnia:
  - prezydent Dwight Eisenhower podpisał ustawę delegalizującą Komunistyczną Partię Stanów Zjednoczonych.
  - prezydent Brazylii Getúlio Vargas został zmuszony przez wojskowych do dymisji i tego samego dnia popełnił samobójstwo.
- 28 sierpnia – w Bernie, Węgier Sandor Rosznyoi ustanowił rekord świata w biegu na 3000 m z przeszkodami wynikiem 8:49,6 s.
- 30 sierpnia – francuski parlament odrzucił układ o Europejskiej Wspólnocie Obronnej (EWO).
- 6 września – premiera filmu La strada.
- 8 września – utworzono Organizację Paktu Południowo-Wschodniej Azji (SEATO).
- 9 września – trzęsienie ziemi w Orleansville w Algierii zabiło 1250 osób.
- 20 września – uchwalono konstytucję Chińskiej Republiki Ludowej.
- 26 września – ponad 1100 osób zginęło w cieśninie Tsugaru wskutek zatonięcia podczas tajfunu japońskiego promu Tōya Maru.
- 29 września – powstała Europejska Organizacja Badań Jądrowych (CERN).
- 30 września – wszedł do służby pierwszy atomowy okręt podwodny USS Nautilus.
- 5 października – Włochy i Jugosławia podpisały porozumienie dzielące Wolne Terytorium Triestu.
- 10 października – oddziały Việt Minhu wkroczyły do Hanoi po wycofaniu się, zgodnie z porozumieniami genewskimi, wojsk francuskich.
- 11 października – Việt Minh przejął kontrolę nad Wietnamem Północnym.
- 12 października – została przyjęta flaga Somalii.
- 18 października:
  - Antigone Costanda z Egiptu zdobyła w Londynie tytuł Miss World 1954.
  - przedsiębiorstwo Texas Instruments wprowadziło na rynek pierwsze kieszonkowe radio tranzystorowe.
- 19 października – Austriacy Herbert Tichy i Sepp Joechler oraz Nepalczyk Pasang Dawa Lama dokonali pierwszego wejścia na himalajski ośmiotysięcznik Czo Oju.
- 23 października – podpisano Układy Paryskie.
- 26 października – zakończyło istnienie Wolne Terytorium Triestu.
- 1 listopada:
  - w Algierii wybuchło powstanie przeciwko Francji.
  - generał Fulgencio Batista wygrał wybory prezydenckie na Kubie, przeprowadzone bez udziału kandydatów opozycji.
  - wystartował Das Erste, pierwszy program niemieckiej telewizji publicznej, będący wspólnym przedsięwzięciem 10 publicznych nadawców zrzeszonych w ARD.
- 3 listopada – premiera filmu Godzilla.
- 13 listopada – w Egipcie doszło do zamachu stanu.
- 19 listopada – w Monako rozpoczął nadawanie kanał Télé Monte Carlo.
- 21 listopada – w Singapurze została założona Partia Akcji Ludowej (PAP).
- 29 listopada – w Nowym Jorku zamknięto centrum imigracyjne na Ellis Island.
- 30 listopada – w miejscowości Sylacauga w stanie Alabama spadł meteoryt Sylacauga, meteoryt uderzył w 31-letnia kobietę, było to pierwsze tego typu wydarzenie w Stanach Zjednoczonych
- 2 grudnia – w Waszyngtonie podpisano traktat amerykańsko-tajwański o wzajemnej obronie.
- 4 grudnia – w Miami w stanie Floryda w USA został otwarty pierwszy Burger King.
- 5 grudnia – w Trójkącie Bermudzkim zaginęło 5 amerykańskich bombowców.
- 10 grudnia – Ichirō Hatoyama został premierem Japonii.
- 11 grudnia:
  - przed egipskim sądem odbyła się rozprawa 11 schwytanych agentów izraelskich, z których dwóch skazano na karę śmierci.
  - premiera filmu Dziewczyna z prowincji.
- 20 grudnia – Francja uznała niepodległość Kambodży.
- 22 grudnia – założono klub piłkarski Bałtika Kaliningrad.
- 23 grudnia – Joseph Murray przeprowadził pierwszą udaną transplantację nerki.

## Urodzili się
- 1 stycznia:
  - Ryszard Burski, polski polityk, poseł na Sejm II kadencji
  - Andrzej Czapski, polski ekonomista, senator RP
  - Zbigniew Księski, polski szachista (zm. 2018)
  - Robert Menendez, amerykański polityk, senator ze stanu New Jersey
  - Danuta Morel, polska aktorka, piosenkarka pochodzenia żydowskiego
  - Danuta Stankiewicz, polska piosenkarka
- 2 stycznia:
  - Germán Leguía, peruwiański piłkarz
  - Milovan Rajevac, serbski piłkarz, trener
- 3 stycznia:
  - Emma Bull, amerykańska pisarka fantasy
  - Ewa Czeszejko-Sochacka, polska działaczka społeczna, menedżer kultury, polityk, poseł na Sejm RP
  - Ross Friedman, amerykański gitarzysta, członek zespołu Manowar
  - Stanisław Gudzowski, polski polityk, poseł na Sejm RP
  - Uładzimir Kanaplou, białoruski polityk
  - Robert Olmstead, amerykański pisarz
  - Henryk Skarżyński, polski otolaryngolog, audiolog
- 4 stycznia:
  - Angelo De Donatis, włoski duchowny katolicki, wikariusz generalny Rzymu, kardynał
  - Gilberto Pichetto Fratin, włoski polityk
  - Oleg Romancew, rosyjski piłkarz, trener
  - Andrzej Sapija, polski reżyser filmów dokumentalnych
- 5 stycznia:
  - Alicja Bienicewicz, polska aktorka (zm. 2012)
  - Alex English, amerykański koszykarz
  - László Krasznahorkai, węgierski pisarz, scenarzysta filmowy
  - Wojciech Kudlik, polski kajakarz
  - José Ornelas Carvalho, portugalski duchowny katolicki, biskup Setúbal
  - Elżbieta Ślesicka, polska tenisistka
  - Daria Trafankowska, polska aktorka, lektorka, dziennikarka radiowa (zm. 2004)
- 6 stycznia:
  - Marta Gogłuska-Jerzyna, polska malarka, rysowniczka, poetka
  - Norbert Hahn, niemiecki saneczkarz
  - Yūji Horii, japoński mangaka
  - Jalle Jungnell, szwedzki curler
  - Krzysztof Majchrzak, polski basista jazzowy zespołu Tie Break
  - Anthony Minghella, brytyjski reżyser filmowy, dramaturg (zm. 2008)
  - Trudie Styler, brytyjska aktorka, producentka filmowa
  - Tomasz Zieliński, polski kardiolog
- 7 stycznia:
  - Jodi Long, amerykańska aktorka
  - Jozef Migaš, słowacki piłkarz
  - Abd Allah as-Sani, libijski polityk, premier Libii
- 8 stycznia:
  - Tadeusz Gajda, polski rolnik, samorządowiec, polityk, poseł na Sejm RP
  - Sławomir Jabrzemski, polski informatyk, dziennikarz, didżej
  - Karin Kessow, niemiecka łyżwiarka szybka
  - Władimir Osokin, rosyjski kolarz torowy i szosowy
  - İsmail Temiz, turecki zapaśnik
- 9 stycznia: 
  - Tadeusz Drab, polski samorządowiec, wicemarszałek województwa dolnośląskiego (zm. 2012)
  - Philippa Gregory, brytyjska pisarka
- 10 stycznia:
  - Bairbre de Brún, północnoirlandzka polityk
  - Jerzy Buczak, polski fizjoterapeuta
  - Mark Seitz, amerykański duchowny katolicki, biskup El Paso
- 11 stycznia:
  - Jaak Aaviksoo, estoński fizyk
  - Leszek Jabłonowski, polski szablista
  - Piotr Grzymowicz, polski samorządowiec, prezydent Olsztyna
  - Kailash Satyarthi, indyjski działacz społeczny, laureat Nagrody Nobla
- 12 stycznia:
  - Czesław Czechyra, polski polityk
  - Kali Mountford, brytyjska polityk
  - Jesús María Satrústegui, hiszpański piłkarz
  - Howard Stern, amerykański satyryk, dziennikarz pochodzenia żydowskiego
  - Klaus-Peter Wolf, niemiecki scenarzysta i pisarz
- 13 stycznia:
  - Philippe Bergeroo, francuski piłkarz, bramkarz, trener
  - Bruno Coulais, francuski kompozytor muzyki filmowej
  - Trevor Rabin, południowoamerykański muzyk, kompozytor rockowy, członek Yes w latach 1982–1995
  - Henryk Rajfer, polski aktor
  - Alexander Thieme, niemiecki lekkoatleta, sprinter (zm. 2016)
- 14 stycznia:
  - Jim Duggan, amerykański wrestler
  - Herbert Feurer, austriacki piłkarz, bramkarz
  - Vernee Watson-Johnson, amerykańska aktorka
- 15 stycznia:
  - Kazimierz Kalkowski, polski malarz, rzeźbiarz, ceramik, rysownik
  - Mohsen Labidi, tunezyjski piłkarz
  - Nikos Sarnganis, grecki piłkarz, bramkarz
  - Mirosław Sarwiński, polski szachista
- 16 stycznia:
  - Andrzej Jagodziński, polski dziennikarz, publicysta, tłumacz, dyplomata
  - Morten Meldal, duński chemik, laureat Nagrody Nobla
  - Wolfgang Schmidt, niemiecki lekkoatleta, dyskobol
- 17 stycznia:
  - Waldemar Bartosz, polski polityk, poseł na Sejm I i III kadencji
  - Grażyna Dyląg, polska aktorka, reżyser, pedagog
  - Robert F. Kennedy Jr., amerykański prawnik, polityk oraz autor książek działający na rzecz ochrony środowiska
  - Bascha Mika, niemiecka dziennikarka
  - Marian Narkowicz, polski muzyk multiinstrumentalista, kompozytor i aranżer, współzałożyciel grup rockowych Cytrus i Korba (zm. 2012)
- 18 stycznia:
  - Ted DiBiase, amerykański wrestler
  - Antonio Olmo, hiszpański piłkarz, trener
  - Kiki Smith, amerykańska artystka intermedialna pochodzenia niemieckiego
- 19 stycznia:
  - Józef Eliasz, polski perkusista, aranżer, bandleader
  - Evelyne Gebhardt, niemiecka tłumaczka, polityk, działaczka społeczna
  - Marek Marcińczak, polski hokeista
  - Yumi Matsutōya, japońska piosenkarka
  - Wiaczesław Rybakow, rosyjski pisarz science fiction, historyk, sinolog, tłumacz
  - Katey Sagal, amerykańska aktorka
  - Cindy Sherman, amerykańska artystka
- 20 stycznia:
  - Dorina Cătineanu, rumuńska lekkoatletka, skoczkini w dal
  - Marit Myrmæl, norweska biegaczka narciarska
  - Ken Page, amerykański aktor (zm. 2024)
- 21 stycznia:
  - Paweł Arndt, polski samorządowiec, polityk, poseł na Sejm RP, senator X kadencji
  - Christina Christowa, bułgarska polityk
  - Thomas de Maizière, niemiecki polityk
  - Anna Jabłecka, polska farmakolog, profesor nauk medycznych
  - Phil Thompson, angielski piłkarz
  - José Traquina, portugalski duchowny katolicki, biskup Santarém
- 22 stycznia – Chris Lemmon, amerykański aktor
- 23 stycznia:
  - Rüdiger Schnuphase, niemiecki piłkarz
  - Marjorie Wallace, amerykańska modelka, zdobywczyni tytułu Miss World
- 24 stycznia:
  - Irene Miracle, amerykańska aktorka
  - Krystyna Wachelko-Zaleska, polska aktorka
  - Glenn Worf, amerykański basista
  - Marek Wójcik, polski polityk, związkowiec, poseł na Sejm III kadencji
- 25 stycznia:
  - Wojciech Baranowicz, polski siatkarz
  - Ricardo Bochini, argentyński piłkarz
  - Dawid Grossman, izraelski pisarz
- 26 stycznia:
  - Jan Duława, polski lekarz
  - Wiktorija Kowalczuk, ukraińska malarka, pisarka, ilustratorka (zm. 2021)
  - William Nolan, brytyjski duchowny katolicki, biskup Galloway
  - Sebastián Ligarde, meksykańsko-amerykański aktor
  - Wiktor Żłuktow, rosyjski hokeista
- 27 stycznia:
  - Barbara Bursztynowicz, polska aktorka
  - Peter Laird, amerykański scenarzysta i rysownik komiksowy
  - Wiktor Zołotow, rosyjski generał
- 28 stycznia:
  - Kazimierz Dzielski, polski samorządowiec i polityk, poseł na Sejm III kadencji
  - Rick Warren, amerykański pastor i pisarz baptystyczny
- 29 stycznia:
  - Rani Maria Vattalil, hinduska zakonnica, męczennica, błogosławiona katolicka (zm. 1995)
  - Oprah Winfrey, amerykańska gwiazda telewizji, miliarderka
- 30 stycznia:
  - Rahim Ademi, chorwacki generał brygady pochodzenia albańskiego
  - José Colin Bagaforo, filipiński duchowny katolicki, biskup Kidapawan
  - Jude Thadaeus Ruwa’ichi, tanzański duchowny katolicki, arcybiskup Dar-es-Salaam
- 31 stycznia:
  - Mauro Baldi, włoski kierowca wyścigowy
  - Micha’el Melchior, izraelski rabin, polityk
  - Adrian Vandenberg, holenderski gitarzysta, członek zespołu Whitesnake
- 1 lutego:
  - Chuck Dukowski, amerykański basista, członek zespołów: Black Flag, Würm(inne języki) i October Faction(inne języki)
  - Aleksander Podolak, polski aktor
  - Wojciech Soporek, polski dziennikarz, tłumacz
  - Zoltán Sztanity, węgierski kajakarz
- 2 lutego:
  - Christie Brinkley, amerykańska aktorka, modelka
  - Hansi Hinterseer, austriacki narciarz alpejski
  - Ernesto Paulo, brazylijski trener piłkarski
  - Park Chang-sun, południowokoreański piłkarz, trener
- 3 lutego:
  - Nagima Jeskalijewa, kazachska piosenkarka
  - Leszek Milewski, polski siatkarz, trener
  - Krzysztof Słowiński, polski pianista, dyrygent
  - Tiger Williams, kanadyjski hokeista
- 4 lutego
  - Shigeru Chiba, japoński aktor głosowy
  - Jelica Pavličić, chorwacka lekkoatletka, sprinterka
- 5 lutego:
  - Alan Grahame, angielski żużlowiec (zm. 2021)
  - Cliff Martinez, amerykański perkusista, kompozytor muzyki filmowej
  - Robert McElroy, amerykański duchowny katolicki, biskup San Diego
- 6 lutego – Tadeusz Grygiel, polski koszykarz (zm. 2022)
- 7 lutego – Dieter Bohlen, producent muzyczny, założyciel Modern Talking
- 8 lutego:
  - François Bellot, belgijski samorządowiec, polityk
  - Roger van Boxtel, holenderski polityk
  - Grażyna Dobroń-Nowakowska, polska dziennikarka radiowa
  - Halina Gordon-Półtorak, polska łyżwiarka figurowa, działaczka sportowa, komentatorka telewizyjna
- 9 lutego:
  - Chris Gardner, amerykański milioner, inwestor, mówca, filantrop
  - Ana Gomes, portugalska działaczka na rzecz praw człowieka, dyplomata, polityk
  - Sujata Koirala, nepalska polityk
  - Ulrich Walter, niemiecki inżynier, fizyk, astronauta
  - Kevin Warwick, brytyjski cybernetyk
  - Alfonso Zamora, meksykański bokser
- 10 lutego:
  - Carita Holmström, fińska piosenkarka, pianistka, autorka tekstów
  - Peter Ramsauer, niemiecki przedsiębiorca, polityk
- 11 lutego:
  - Stanisław Cukier, polski rzeźbiarz, pedagog
  - Andrzej Piesiak, polski inżynier, polityk, senator RP
  - Michael Thompson, amerykański gitarzysta, kompozytor
- 12 lutego:
  - Abdelaziz Djerad, algierski polityk, premier Algierii
  - Wiesław Kiełbowicz, polski polityk, poseł na Sejm RP
  - Gerard Tlali Lerotholi, sotyjski duchowny katolicki, arcybiskup Maseru
  - Madżalli Wahbi, izraelski polityk pochodzenia druzyjskiego
- 13 lutego:
  - Grzegorz Balcerek, polski duchowny katolicki, biskup pomocniczy poznański
  - Dominique Bathenay, francuski piłkarz, trener
  - Gabriela Richter, polska lekkoatletka, wieloboistka
  - Paweł Sztompke, polski dziennikarz muzyczny
- 14 lutego:
  - Yūko Arakida, japońska siatkarka (zm. 2024)
  - Aleksiej Borowitin, rosyjski skoczek narciarski
  - Joanna Bartosz, polska gimnastyczka
  - Władimir Drinfeld, ukraiński matematyk pochodzenia żydowskiego
  - Per Christian Ellefsen, norweski aktor
  - Lenka Filipová, czeska piosenkarka, gitarzystka, autorka tekstów, kompozytorka
  - Vincent Lukáč, słowacki hokeista, trener, polityk
- 15 lutego:
  - Matt Groening, amerykański twórca filmów animowanych, producent telewizyjny, pisarz
  - Piotr Pręgowski, polski aktor
- 16 lutego:
  - Iain Banks, brytyjski pisarz (zm. 2013)
  - Margaux Hemingway, amerykańska aktorka (zm. 1996)
  - Markijan Malski, ukraiński geograf, politolog, dyplomata
  - Petros Rawusis, grecki piłkarz
- 17 lutego:
  - Maria-Astrid, księżniczka luksemburska, arcyksiężna austriacka
  - Károly Eperjes, węgierski aktor
  - Marek Gałązka, polski muzyk, pieśniarz, reżyser, autor tekstów piosenek, animator kultury
  - Rene Russo, amerykańska aktorka
- 18 lutego:
  - Władimir Dorochow, rosyjski siatkarz (zm. 2024)
  - Krzysztof Grządziel, polski przedsiębiorca, samorządowiec
  - John Travolta, amerykański aktor, producent filmowy, piosenkarz
- 19 lutego:
  - Francis Buchholz, niemiecki muzyk rockowy
  - Michael Gira, amerykański muzyk rockowy
  - Reiner Haseloff, niemiecki polityk, premier Saksonii-Anhalt
  - Sócrates, brazylijski piłkarz (zm. 2011)
  - Cezary Urbaniak, polski ekonomista i polityk, poseł na Sejm I kadencji
- 20 lutego:
  - Anthony Head, brytyjski aktor
  - Patty Hearst, amerykańska ofiara porwania, przestępczyni, aktorka, dziedziczka fortuny magnata prasowego Williama Randolpha Hearsta
- 21 lutego:
  - James Benjamin Dutton, brytyjski generał broni, gubernator Gibraltaru
  - Jan Okniński, polski matematyk, wykładowca akademicki
  - Jaime Silva, portugalski ekonomista, polityk
  - Søren Skov, duński piłkarz
  - Clifford Taubes, amerykański matematyk
- 22 lutego:
  - Pedro Brito Guimarães, brazylijski duchowny katolicki, arcybiskup Palmas
  - Czesław Hoc, polski polityk
  - Ryszard Sobiesiak, polski piłkarz, przedsiębiorca
- 23 lutego:
  - György Gerendás, węgierski piłkarz wodny
  - Wiesław Jobczyk, polski hokeista
  - Wiktor Juszczenko, ukraiński polityk, premier i prezydent Ukrainy
  - Hlib Łonczyna, duchowny greckokatolicki, eparcha Świętej Rodziny w Londynie
- 24 lutego:
  - Janusz Bałdyga, polski performer, autor instalacji
  - Sid Meier, kanadyjski twórca gier komputerowych
  - Linda Moore, kanadyjska curlerka
- 25 lutego:
  - Gabi Aszkenazi, izraelski generał porucznik
  - Józef Czerniawski, polski malarz, autor instalacji (zm. 2021)
  - John Doe, amerykański wokalista, basista, członek zespołu X
  - Tim Floyd, amerykański trener koszykówki
  - Gerardo Pelusso, urugwajski piłkarz, trener
  - Turgay Semercioğlu, turecki piłkarz, trener
  - Jerzy Stelmach, prawnik i filozof
- 26 lutego:
  - Recep Tayyip Erdoğan, turecki polityk, premier i prezydent Turcji
  - Masaki Etō, japoński zapaśnik
  - Jacek Stolarski, polski samorządowiec, burmistrz Grójca
- 27 lutego:
  - Ali Reza Ghesghayan, irański piłkarz
  - Kazimierz Karolczak, polski historyk, profesor nauk humanistycznych
  - Tarcísio Nascentes dos Santos, brazylijski duchowny katolicki, biskup Duque de Caxias
  - Neal Schon, amerykański gitarzysta, założyciel zespołu Journey
- 28 lutego:
  - Suzana Frashëri, albańska śpiewaczka operowa (sopran)
  - Silvio Giobellina, szwajcarski bobsleista
  - Branko Ivanković, chorwacki piłkarz, trener
  - Zbigniew Przychodniak, polski literatuznawca
  - Celina Sokołowska, polska lekkoatletka, biegaczka średnio- i długodystansowa
- 1 marca:
  - Stanisław Dzienisiewicz, polski wojskowy, polityk, poseł na Sejm II kadencji (zm. 2005)
  - Ron Howard, amerykański aktor, reżyser i producent filmowy
  - Katsuko Kanesaka, japońska siatkarka
  - Jerzy Michalski, polski lekarz weterynarii, polityk, poseł na Sejm RP
  - Juraj Nvota, słowacki aktor, reżyser filmowy
- 2 marca:
  - Marian Starownik, polski polityk, samorządowiec
  - Wiesław Szweda, polski polityk, ekonomista, poseł na Sejm II i III kadencji
  - Kazimierz Wysota, polski aktor
- 3 marca:
  - Jaroslav Netolička, czeski piłkarz, bramkarz
  - Wiktor Nusenkis, ukraiński przedsiębiorca
- 4 marca:
  - François Fillon, francuski polityk, premier Francji
  - Leszek Kolankiewicz, polski kulturoznawca
  - Catherine O’Hara, kanadyjska aktorka komediowa
  - Wanda Stankiewicz-Szymczak, polska otolaryngolog
  - Leszek Żądło, polski pedagog, psychotronik, jasnowidz, radiesteta (zm. 2021)
- 5 marca:
  - Wieniera Czernyszowa, rosyjska biathlonistka
  - João Lourenço, angolski generał, polityk, prezydent Angoli
  - Włodzimierz Oniszczenko, polski psycholog
  - Janusz Sanocki, polski samorządowiec, polityk, burmistrz Nysy, poseł na Sejm RP (zm. 2020)
  - Kazimierz Szczerba, polski bokser
- 6 marca:
  - Joey DeMaio, amerykański basista, członek zespołu Manowar
  - Toni Schumacher, niemiecki piłkarz, bramkarz
- 7 marca:
  - Andrzej Bieniasz, polski muzyk, gitarzysta, kompozytor i autor tekstów, członek grup: Düpą i Püdelsi (zm. 2021)
  - Eva Brunne, szwedzka duchowna luterańska, biskup Sztokholmu
  - Janusz Dobrosz, polski polityk, poseł na Sejm RP, wicemarszałek
  - Krystyna Wiśniewska, polska aktorka
- 8 marca:
  - Krzysztof Biskupski, polski koszykarz, trener (zm. 2023)
  - Marie-Theres Nadig, szwajcarska narciarka alpejska
  - Karl Schnabl, austriacki skoczek narciarski
  - David Wilkie, brytyjski pływak (zm. 2024)
  - Anna Wunderlich, polska scenografka filmowa, dekoratorka wnętrz (zm. 2023)
- 9 marca:
  - Kamel Chebli, tunezyjski piłkarz
  - Carlos Ghosn, francuski przedsiębiorca pochodzenia libańskiego
- 10 marca:
  - Didier Barbelivien, francuski kompozytor, piosenkarz oraz autor wielu piosenek
  - Tina Charles, brytyjska piosenkarka
  - Luc Dardenne, belgijski reżyser filmowy
- 11 marca:
  - Bożena Borys-Szopa, polska działaczka związkowa, polityk, posłanka na Sejm RP
  - Gale Norton, amerykańska polityk
- 12 marca:
  - Anish Kapoor, brytyjski rzeźbiarz
  - Elżbieta Kozłowska-Świątkowska, polska poetka
  - Joseph Ngute, kameruński polityk, premier Kamerunu
- 13 marca:
  - Renaud Donnedieu de Vabres, francuski polityk
  - Piotr Łazarkiewicz, polski aktor, reżyser, producent i scenarzysta filmowy (zm. 2008)
  - Marek Stefankiewicz, polski muzyk, kompozytor, pedagog
- 14 marca:
  - Tadeusz Markowski, polski pisarz science fiction, tłumacz
  - Gheorghe Megelea, rumuński lekkoatleta, oszczepnik
  - Waleri Simeonow, bułgarski inżynier, przedsiębiorca, polityk
- 15 marca:
  - Aleksandra Jakubowska, polska dziennikarka, polityk, rzecznik prasowy rządu, poseł na Sejm RP
  - Zbigniew Karpus, polski historyk
  - Marek Tercz, polski pieśniarz, bard, poeta, kompozytor
  - Craig Wasson, amerykański aktor, scenarzysta, kompozytor
  - Zbigniew Nikodemski, polski klawiszowiec, muzyk grupy Rezerwat (zm. 2021)[1]
- 16 marca:
  - Anna Grodzka, polska polityk, pierwsza w Europie osoba transseksualna sprawująca mandat przedstawicielski w parlamencie
  - Jerzy Natkański, polski teternik
  - Nancy Wilson, amerykańska gitarzystka, wokalistka, autorka tekstów, kompozytorka i producentka
- 17 marca:
  - Lesley-Anne Down, brytyjska aktorka
  - Wolfgang Ipolt, niemiecki duchowny katolicki, biskup Görlitz
  - Jüri Pihl, estoński polityk (zm. 2019)
- 18 marca:
  - Roman Frankl, polski aktor
  - James Reilly, amerykański astronauta
  - Zuzanna Łapicka, polska dziennikarka i felietonistka (zm. 2018)
- 19 marca:
  - Cho Kwang-rae, południowokoreański piłkarz, trener
  - Ryszard Grosset, polski strażak i nauczyciel akademicki
  - Jacek Gzella, polski historyk (zm. 2023)
  - Scott May, amerykański koszykarz
  - Michał Wojtczak, polski polityk, poseł na Sejm i senator RP
- 20 marca:
  - Patrick Abada, francuski lekkoatleta, tyczkarz
  - Joseph Brennan, amerykański duchowny katolicki, biskup pomocniczy Los Angeles, biskup Fresno
  - Christoph Ransmayr, austriacki pisarz
- 21 marca:
  - Pierre Buhler, francuski dyplomata
  - Prayuth Chan-ocha, tajski generał, polityk, premier Tajlandii
  - Mike Dunleavy, amerykański koszykarz, trener
- 22 marca:
  - Andrzej Bręborowicz, polski patofizjolog, anestezjolog, internista
  - Herman Helleputte, belgijski trener piłkarski
  - Andrzej Perlak, polski nauczyciel, działacz opozycji antykomunistycznej, samorządowiec
- 23 marca:
  - Magdalena Długosz, polska kompozytorka, pedagog
  - Magdalena Durlik, polska internistka, transplantolog
  - Ryszard Masłowski, polski polityk, wojewoda małopolski
- 24 marca:
  - Mike Braun, amerykański polityk, senator ze stanu Indiana
  - Robert Carradine, amerykański aktor
  - Peter Collins, brytyjski żużlowiec
  - Józef Michalik, polski polityk, samorządowiec, poseł na Sejm RP, starosta lubaczowski
  - Marek Niedźwiecki, polski dziennikarz muzyczny
  - Franz Oberacher, austriacki piłkarz
  - Marek Rudziński, polski koszykarz, dziennikarz i komentator sportowy
  - Ryszard Szczechowiak, polski trener koszykówki
- 25 marca:
  - Bendt Bendtsen, duński polityk, eurodeputowany
  - Guglielmo Borghetti, włoski duchowny katolicki, biskup Albenga-Imperia
  - Ecaterina Oancia, rumuńska wioślarka (sterniczka) (zm. 2024)
  - Ľubomír Párička, słowacki artysta ludowy
  - Gergina Skerłatowa, bułgarska koszykarka
- 26 marca: 
  - Kazuhiko Inoue, japoński aktor
  - Clive Palmer, australijski polityk i biznesman
- 27 marca:
  - Gerard Batten, brytyjski polityk, eurodeputowany
  - Mauro Ferraccioli, włoski żużlowiec (zm. 2019)
  - Robbie Haines, amerykański żeglarz sportowy
  - Herbert Hein, niemiecki piłkarz
  - Mirosław Rogala, polski artysta wizualny, teoretyk sztuki, performer, autor instalacji, rysownik, grafik, fotograf, pedagog
  - Mauro Euro Roman, włoski jeździec sportowy
- 28 marca:
  - Leszek Biały, polski pisarz, tłumacz
  - Roland Rowiński, polski reżyser i scenarzysta filmowy
  - Władysław Scholl, polski działacz ewangelicko-reformowany
  - Paweł Szymański, polski kompozytor
- 29 marca:
  - Achmed Dogan, bułgarski polityk
  - Patrice Neveu, francuski piłkarz, trener
  - Gérard Soler, francuski piłkarz
  - Helen Volk, zimbabwejska hokeistka na trawie
- 31 marca:
  - Scott Anderson, australijski żeglarz sportowy
  - Zbigniew Buski, polski prawnik, publicysta, menadżer kultury (zm. 2025)
  - Stanisław Curyło, polski piłkarz (zm. 2022)
  - Włodzimierz Marciniak, polski politolog, wykładowca akademicki, dyplomata
  - Blanka Paulů, czeska biegaczka narciarska
  - Raimundo Possidônio Carrera da Mata, brazylijski duchowny katolicki
  - Józef Sienkiewicz, polski fizyk, wykładowca akademicki
- 1 kwietnia:
  - Giancarlo Antognoni, włoski piłkarz
  - Iwona Jakubowska-Branicka, polska socjolożka
  - Dieter Müller, niemiecki piłkarz
  - Dionizy Piątkowski, polski dziennikarz i krytyk muzyczny
- 2 kwietnia:
  - Gregory Abbott, amerykańska piosenkarz, muzyk
  - Jerzy Dobrzyński, polski kompozytor, multiinstrumentalista
  - Susumu Hirasawa, japoński kompozytor, muzyk, producent muzyczny
  - Yūji Kishioku, japoński piłkarz
  - Dragomir Okuka, serbski piłkarz, trener
  - Donald Petrie, amerykański reżyser filmowy
- 3 kwietnia:
  - Eliasz (Bykow), rosyjski biskup prawosławny
  - Rolf Hilgenfeld, niemiecki biochemik, wykładowca akademicki (zm. 2025)
  - Nico Landeweerd, holenderski piłkarz wodny
  - Krzysztof Murańka, polski biathlonista, ojciec Klemensa Murańki
- 4 kwietnia:
  - Abdelilah Benkirane, marokański polityk, premier Maroka
  - Michel Camilo, dominikański pianista i kompozytor jazzowy
  - Donald Gibb, amerykański aktor
  - Mary-Margaret Humes, amerykańska aktorka
  - Sergio Orduña, meksykański piłkarz, trener
  - Tom Ruegger, amerykański animator i autor piosenek
- 5 kwietnia:
  - Mohamed Ben Mouza, tunezyjski piłkarz
  - Stan Ridgway, amerykański multiinstrumentalista, autor piosenek, założyciel zespołu Wall of Voodoo
- 6 kwietnia:
  - Sepp Ferstl, niemiecki narciarz alpejski
  - Harold Martin, francuski polityk, prezydent rządu Nowej Kaledonii
  - Leon Wróbel, polski żeglarz sportowy (zm. 2025)
- 7 kwietnia:
  - Jackie Chan, chiński aktor, kaskader, muzyk, reżyser, producent i scenarzysta filmowy
  - Louisa Hanoune, algierska polityk
  - Tomasz Lulek, polski aktor
  - Patricia Belcher, amerykańska aktorka
- 9 kwietnia:
  - Pierre Dartout, francuski polityk, minister stanu Monako
  - Dennis Quaid, amerykański aktor, reżyser, producent i scenarzysta filmowy
  - Eberhard Rösch, niemiecki biathlonista
  - Iain Duncan Smith, brytyjski polityk
  - Ilona Uhlíková, czeska tenisistka stołowa
- 10 kwietnia:
  - Anne Lamott, amerykańska pisarka
  - Angelika Hellmann, niemiecka gimnastyczka
  - Peter MacNicol, amerykański aktor
- 11 kwietnia:
  - Pompilie Bors, rumuński rugbysta i działacz sportowy
  - Benedykt Kocot, polski kolarz szosowy
- 12 kwietnia:
  - Julio Angkel, mikronezyjski duchowny katolicki, biskup Karolinów
  - Jon Krakauer, amerykański alpinista, pisarz, dziennikarz
- 13 kwietnia:
  - Wojciech Długoborski, polski polityk, poseł na Sejm RP
  - Róża Thun, polska działaczka organizacji pozarządowych, polityk
- 14 kwietnia:
  - Janina Korowicka, polska łyżwiarka szybka
  - Iwona Murańska, polska strzelczyni sportowa
  - Mirosława Nyckowska, polska aktorka
  - Katsuhiro Ōtomo, japoński mangaka, scenarzysta i reżyser anime
- 15 kwietnia:
  - Andrea Gyarmati, węgierska pływaczka
  - Anna Styszyńska, polska geograf
- 16 kwietnia:
  - Ellen Barkin, amerykańska aktorka
  - Andrzej Bąk, polski artysta fotograf
  - John Bowe, australijski kierowca wyścigowy
  - Ilona Dynerman, polska aktorka pochodzenia żydowskiego
  - Mustafa Kouici, algierski piłkarz
- 17 kwietnia:
  - Jørgen Bojsen-Møller, duński żeglarz sportowy
  - Wojciech Drozdowicz, polski ksiądz katolicki
  - Benny Kohlberg, szwedzki biegacz narciarski
  - Ołeksandr Kuźmuk, ukraiński generał, polityk
  - Ján Kozák, słowacki piłkarz, trener
  - Hubert Minnis, bahamski polityk, premier Bahamów
  - Riccardo Patrese, włoski kierowca wyścigowy
  - Michael Sembello, amerykański piosenkarz, muzyk, autor tekstów
  - Apoloniusz Tajner, polski trener skoków narciarskich, działacz sportowy, prezes PZN
- 18 kwietnia:
  - Dorota Jovanka Ćirlić, polska tłumaczka literatury pięknej
  - Stanisław Górka, polski aktor
  - Władimir Kolew, bułgarski bokser
  - Andrzej Lewandowski, polski polityk, poseł na Sejm RP
  - Włodzimierz Mazur, polski piłkarz (zm. 1988)
  - Leszek Sułek, polski polityk
- 19 kwietnia:
  - Trevor Francis, angielski piłkarz, trener (zm. 2023)
  - Bob Rock, kanadyjski muzyk, inżynier dźwięku, producent muzyczny
- 20 kwietnia:
  - Piotr Gliński, polski socjolog, wykładowca akademicki, polityk, poseł na Sejm RP, minister kultury i dziedzictwa narodowego, wicepremier
  - Ralph Pichler, szwajcarski bobsleista
  - Mieke Vogels, belgijska polityk
  - Ludwik Zalewski, polski wojskowy i polityk, senator RP (zm. 2025)
- 21 kwietnia:
  - Maja Odżakliewska, macedońska piosenkarka pochodzenia serbskiego
  - Russell Smith, amerykański producent filmowy
- 22 kwietnia:
  - Joseph Bottoms, amerykański aktor
  - Wojciech Lubawski, prezydent Kielc
  - Jerzy Wenderlich, polski dziennikarz, polityk, poseł na Sejm RP, wicemarszałek
  - Anna Maria Wesołowska, polska sędzia w stanie spoczynku, aktorka niezawodowa
  - Matthias Wiegand, niemiecki kolarz szosowy
- 23 kwietnia:
  - Rune Hauge, norweski menedżer piłkarski, brydżysta
  - Michael Moore, amerykański aktor, reżyser filmów dokumentalnych, scenarzysta, producent filmowy, pisarz
- 24 kwietnia:
  - Mumia Abu-Jamal, amerykański dziennikarz, aktywista polityczny, zabójca
  - Marek S. Huberath, polski fizyk i pisarz
  - Wiktor Sokołow, rosyjski kolarz szosowy i torowy
- 25 kwietnia:
  - Urs Bucher, szwajcarski curler
  - Melvin Burgess, brytyjski autor literatury dziecięcej i młodzieżowej
  - Kinga Dunin, polska publicystka, pisarka, krytyk literacki, socjolog kultury, feministka
  - Birgitte Hanel, duńska wioślarka
- 26 kwietnia:
  - Walmor Oliveira de Azevedo, brazylijski duchowny katolicki, arcybiskup Belo Horizonte
  - Alan Hinkes, brytyjski himalaista
  - Dmitrij Kisielow, rosyjski dziennikarz i propagandysta
  - Maria Mamona, polska aktorka
  - Robert Mazurkiewicz, polski aktor
- 27 kwietnia:
  - Frank Bainimarama, fidżyjski dowódca wojskowy, polityk
  - Dettlef Günther, niemiecki saneczkarz
  - Krzysztof Kawalec, polski historyk
  - Leszek Wójtowicz, polski poeta, pieśniarz
- 28 kwietnia:
  - Jerzy Kochman, polski żużlowiec
  - Zdzisław Kręcina, polski działacz piłkarski
- 29 kwietnia:
  - Russel E. Caflisch, amerykański matematyk
  - Jake Burton Carpenter, amerykański snowboardzista, przedsiębiorca (zm. 2019)
  - Stanisław Fal, polski polityk, poseł na Sejm RP
  - Marek Kusto, polski piłkarz
  - Jerry Seinfeld, amerykański satyryk, aktor kabaretowy
  - Margriet Zegers, holenderska hokeistka na trawie
  - Marianne Stanley, amerykańska trenerka koszykarska
- 30 kwietnia:
  - Jane Campion, nowozelandzka reżyserka i scenarzystka filmowa
  - Wiesław Chorosiński, polski muzyk, dyrygent, pedagog
  - Alonso Cueto, peruwiański pisarz
  - Patrick McKinney, angielski duchowny katolicki, biskup Nottingham
  - Nermin Bezmen, turecka pisarka, poetka, dziennikarka[2]
- 1 maja:
  - Zygmunt Chajzer, polski dziennikarz, prezenter radiowy i telewizyjny, konferansjer
  - Eckart Diesch, niemiecki żeglarz sportowy
  - Bernd Jäkel, niemiecki żeglarz sportowy
  - Serhij Kiwałow, ukraiński prawnik, polityk
  - Ray Parker Jr., amerykański muzyk, piosenkarz, autor tekstów, producent muzyczny i aktor
- 2 maja:
  - Elliot Goldenthal, amerykański kompozytor pochodzenia żydowskiego
  - Modupe Oshikoya, wszechstronna nigeryjska lekkoatletka
  - Zbigniew Śliwiński, polski fizjoterapeuta
- 3 maja:
  - Sverker Göranson, szwedzki generał
  - Zbigniew Musiał, polski polityk, prawnik, poseł na Sejm IV kadencji
  - Viktors Ņesterenko, łotewski piłkarz, trener pochodzenia ukraińskiego
- 4 maja:
  - Francisco Carlos Bach, brazylijski duchowny katolicki, biskup Joinville
  - Sylvia Burka, kanadyjska łyżwiarka figurowa pochodzenia łotewskiego
  - Roman Chojnacki, polski poeta, krytyk literacki, autor scenariuszy teatralnych
  - Doug Jones, amerykański polityk, senator ze stanu Alabama
  - Łucja Matraszek, polska gimnastyczka
  - Walentina Sidorowa, rosyjska florecistka (zm. 2021)
  - Piotr Skiba, polski aktor, scenograf, kostiumograf
- 5 maja:
  - Dawid Azulaj, izraelski polityk, minister spraw religijnych (zm. 2018)
  - Jan Ogrodzki, polski elektronik oraz diakon stały
  - Brian Souter, szkocki przedsiębiorca
  - Bogdan Tomaszek, polski polityk, senator, wojewoda opolski
  - Barbara Waśniewska, polska lekkoatletka, wieloboistka
  - Dagmar G. Wöhrl, niemiecka polityk
- 6 maja:
  - Dora Bakojani, grecka polityk
  - Wojciech Grzeszek, polski związkowiec, polityk i samorządowiec, wiceprzewodniczący Sejmiku Województwa Małopolskiego (zm. 2021)
  - Stanisław Łyżwiński, polski polityk
  - Małgorzata Sznicer, polska dziennikarka, animator kultury, propagatorka i menedżer muzyki poważnej
- 7 maja:
  - Amy Heckerling, amerykańska reżyserka, scenarzystka i producentka filmowa
  - César Efrain Gutiérrez, honduraski piłkarz
  - Candice Miller, amerykańska polityk
- 8 maja:
  - Kwame Anthony Appiah, amerykańsko-ghański filozof, pisarz, teoretyk kultury
  - David Keith, amerykański aktor, reżyser, kompozytor i producent filmowy
  - John Michael Talbot, amerykański mnich katolicki, piosenkarz, kompozytor, gitarzysta
- 9 maja:
  - Janusz Gauer, polski reżyser, operator filmowy i telewizyjny
  - Kajrat Mämi, kazachski polityk
  - Mallika Sarabhai, indyjska aktorka, tancerka
  - Władimir Szewczuk, rosyjski piłkarz, trener
  - Balázs Taróczy, węgierski tenisista
- 10 maja:
  - Anatolij Czukanow, rosyjski kolarz szosowy (zm. 2021)
  - Leszek Mizieliński, polski polityk, wojewoda mazowiecki (zm. 2017)
  - Marek Roslan, polski lekarz urolog
  - Björn Rudström, szwedzki curler
- 11 maja:
  - Ferdinando Adornato, włoski dziennikarz, publicysta, polityk
  - Michał Anioł, polski aktor
  - John Gregory, angielski piłkarz, trener
  - Judith Weir, brytyjska kompozytorka
- 12 maja:
  - Friðrik Þór Friðriksson, islandzki reżyser, scenarzysta i producent filmowy
  - Stein Thunberg, norweski piłkarz
- 13 maja:
  - Alena Cuchło, białoruska lekkoatletka, maratonka
  - Eugenio Leal, hiszpański piłkarz
  - Johnny Logan, irlandzki piosenkarz, kompozytor
  - Peter Onorati, amerykański aktor
  - Frédéric Pietruszka, francuski florecista
  - Francesco Pigliaru, włoski polityk, prezydent Sardynii
- 14 maja:
  - Magdalena Cwenówna, polska aktorka teatralna (zm. 2024)
  - Karl-Markus Gauß, austriacki pisarz, eseista i wydawca
  - Peter Ratcliffe, brytyjski lekarz i biolog, laureat Nagrody Nobla
- 15 maja:
  - Zofia Badura, polska poetka
  - Dragomir Cioroslan, rumuński sztangista
  - Jan Frycz, polski aktor
  - Eric Gerets, belgijski piłkarz, trener
  - Henryk Grządzielski, polski polityk, senator RP
  - Janusz Stokłosa, polski pianista, kompozytor
- 16 maja – Dafydd Williams, kanadyjski astronauta
- 17 maja:
  - Lubczo Djakow, bułgarski strzelec sportowy
  - Daniela Lehárová, czeska tłumaczka
  - Beata Małecka-Libera, polska lekarka, polityk, poseł na Sejm RP
  - Patsy Reddy, nowozelandzka polityk, gubernator generalny Nowej Zelandii
  - Krzysztof Turkowski, polski historyk
- 18 maja:
  - Jan Bestry, polski matematyk, przedsiębiorca, polityk, poseł na Sejm RP
  - Jimmy Case, angielski piłkarz, trener
  - Władimir Fomiczow, kazachski piłkarz, trener pochodzenia rosyjskiego
  - Han Gyong-si, północnokoreański sztangista
  - Jan Jarnicki, polski wydawca muzyczny, mecenas sztuki
  - Lynne Talley, amerykańska oceanograf
  - Waldemar Tkaczyk, polski muzyk
  - Andrzej Urbański, polski polityk, dziennikarz, publicysta (zm. 2016)
  - Bożena Wojciekian, polska lekkoatletka, kulomiotka
- 19 maja:
  - Mirosław Adamczak, polski przedsiębiorca, polityk, senator RP
  - Jörgen Ragnarsson, szwedzki żeglarz sportowy
  - Phil Rudd, australijski perkusista, członek zespołu AC/DC
  - Zdena Studenková, słowacka aktorka
- 20 maja:
  - Esko Aho, fiński polityk, premier Finlandii
  - Krzysztof Kaczmarek, polski aktor
  - David Paterson, amerykański polityk
  - Robert Van de Walle, belgijski judoka
- 21 maja:
  - Janice Karman, amerykańska piosenkarka, producentka muzyczna i filmowa
  - Marc Ribot, amerykański muzyk, kompozytor, instrumentalista
  - Camille de Rocca Serra, korsykański i francuski polityk
  - Krystju Semerdżiew, bułgarski sztangista
  - Hendrik Adriaan Toonen, holenderski piłkarz wodny
- 22 maja:
  - Věra Bílá, czeska piosenkarka pochodzenia romskiego (zm. 2019)
  - Shūji Nakamura, japoński fizyk, laureat Nagrody Nobla
  - Leszek Winder, polski gitarzysta, kompozytor
- 23 maja – Marvin Hagler, amerykański bokser (zm. 2021)
- 24 maja:
  - Rainald Goetz, niemiecki pisarz
  - Marian Janicki, polski polityk, samorządowiec, poseł na Sejm RP, burmistrz Odolanowa
  - Mitch Kupchak, amerykański koszykarz pochodzenia polskiego
  - Doug Lamborn, amerykański polityk, kongresmen ze stanu Kolorado
  - Arutiun Papazjan, ormiański pianista
- 25 maja:
  - Eugeniusz Błaszak, polski żużlowiec
  - Leszek Kosedowski, polski bokser
  - Yves-Marie Péan, haitański duchowny katolicki, biskup Les Gonaïves
  - Jerzy Sudoł, polski samorządowiec, starosta tarnobrzeski
- 26 maja:
  - Baburam Bhattarai, nepalski polityk, premier Nepalu
  - Marian Gold, niemiecki wokalista, kompozytor, autor tekstów, członek zespołu Alphaville
  - Erich Hackl, austriacki pisarz, tłumacz
  - Alan Hollinghurst, brytyjski pisarz
  - Peter Machado, indyjski duchowny katolicki, arcybiskup metropolita Bangalore
  - Wolfgang Sidka, niemiecki piłkarz, trener
- 27 maja:
  - Catherine Carr, amerykańska pływaczka
  - Petre Dicu, rumuński zapaśnik
  - Bartłomiej Szrajber, polski urzędnik samorządowy, polityk, poseł na Sejm RP
  - Grzegorz Tomczak, polski poeta, pieśniarz, kompozytor
- 28 maja:
  - Paul-André Durocher, kanadyjski duchowny katolicki, arcybiskup Gatineau
  - Agustín Reche, hiszpański malarz
- 29 maja:
  - Gary L. Francione, amerykański prawnik, obrońca praw zwierząt
  - John Hencken, amerykański pływak
  - Serhij Hołowaty, ukraiński prawnik, polityk
  - Pankaj Kapoor, indyjski aktor
  - Jerry Moran, amerykański polityk, senator ze stanu Kansas
  - Jacqueline Todten, niemiecka lekkoatletka, oszczepniczka
- 30 maja – Stephen Jensen, kanadyjski duchowny katolicki, biskup Prince George
- 31 maja:
  - Władysław Blin, polski duchowny katolicki, biskup witebski
  - Sérgio Eduardo Castriani, brazylijski duchowny katolicki, arcybiskup Manaus (zm. 2021)
  - Fabrizio Costa, włoski reżyser filmowy i telewizyjny
  - Lissy Gröner, niemiecka polityk, eurodeputowana (zm. 2019)
  - Arne Larsen Økland, norweski piłkarz
  - Tomas Mawros, grecki piłkarz
  - Ottón Solís, kostarykański polityk
- 1 czerwca:
  - Wiktor Łyjak, polski organista
  - Tadeusz Naguszewski, polski samorządowiec, polityk, poseł na Sejm RP
- 2 czerwca:
  - Richard Allen Davis, amerykański morderca
  - Dennis Haysbert, amerykański aktor
  - Jeannine Taylor, amerykańska aktorka
- 3 czerwca:
  - Jolanta Danielak, polska polityk, senator RP
  - Janusz Kondrat, polski szablista
  - Maria Kurowska, polska samorządowiec, wicemarszałek województwa podkarpackiego
  - Mart Nooij, holenderski trener piłkarski
  - Piotr Szubarczyk, polski polonista
  - Monica Törnell, szwedzka piosenkarka
- 4 czerwca:
  - Jens Galschiøt, duński rzeźbiarz
  - Hermann Gerland, niemiecki piłkarz, trener
  - Lech Makowiecki, polski poeta, autor tekstów, kompozytor, muzyk, scenarzysta i felietonista
  - Luc-Adolphe Tiao, burkiński polityk, dyplomata, premier Burkiny Faso
- 5 czerwca:
  - Juan-José Aguirre Muñoz, hiszpański duchowny katolicki, biskup Bangasso w Republice Środkowoafrykańskiej
  - Julio César Arzú, honduraski piłkarz, bramkarz
  - Ludwik Dorn, polski publicysta, polityk, poseł, marszałek Sejmu RP, minister spraw wewnętrznych i administracji, wicepremier pochodzenia żydowskiego (zm. 2022)
  - Peter Erskine, amerykański perkusista jazzowy
  - Alberto Malesani, włoski piłkarz, trener
  - Steven Meisel, amerykański fotograf mody
  - Cezary Morawski, polski aktor, dyrektor teatru, pedagog
- 6 czerwca:
  - Robert Coerver, amerykański duchowny katolicki, biskup Lubbock
  - Guillermo La Rosa, peruwiański piłkarz
  - Magdalena Łazarkiewicz, polska reżyserka i scenarzystka filmowa pochodzenia żydowskiego
  - Tim O’Reilly, irlandzki przedsiębiorca
  - Urve Tiidus, estońska dziennikarka, polityk
  - Władysław Antoni Żmuda, polski piłkarz, trener
- 7 czerwca:
  - Jaime Mañalich, chilijski lekarz, polityk
  - Andrzej Pikul, polski pianista, pedagog
  - Günther Platter, austriacki polityk, starosta krajowy Tyrolu
  - Sławomir Rotkiewicz, polski pięcioboista nowoczesny
  - Tiku Talsania, indyjski aktor
- 8 czerwca:
  - Jacek Brzostyński, polski lektor
  - Soumeylou Boubèye Maïga, malijski polityk, premier Mali (zm. 2022)
  - Greg Ginn, amerykański gitarzysta, wokalista, członek zespołu Black Flag
  - Jochen Schümann, niemiecki żeglarz sportowy
- 9 czerwca:
  - Jad Fair, amerykański gitarzysta, wokalista, członek zespołu Half Japanese
  - Edit Kovács, węgierska florecistka
- 10 czerwca:
  - Michał Boni, polski polityk
  - Rich Hall, amerykański komik, dramaturg, prozaik, muzyk
  - Ryszard Piegza, polski artysta intermedialny
- 11 czerwca:
  - Alexander Bălănescu, rumuński skrzypek, kompozytor
  - Paweł Falicki, polski działacz opozycyjny
  - Władysław Zawistowski, polski poeta, dramaturg, krytyk literacki i teatralny, tłumacz
- 12 czerwca:
  - Janusz Choiński, polski polityk, poseł na Sejm RP
  - Neil Oatley, brytyjski projektant Formuły 1
- 13 czerwca:
  - Lance Kinsey, kanadyjski aktor, scenarzysta filmowy
  - Heiner Koch, niemiecki duchowny katolicki, biskup Drezna i Miśni, arcybiskup Berlina
  - Vilis Krištopans, łotewski polityk, premier Łotwy
  - Antonina Krzysztoń, polska piosenkarka, kompozytorka i autorka tekstów
  - Andrzej Lepper, polski polityk, lider Samoobrony (zm. 2011)
  - Olgierd Poniźnik, polski polityk, samorządowiec, poseł na Sejm RP, burmistrz Gryfowa Śląskiego
  - Désiré Tsarahazana, madagaskarski duchowny katolicki, arcybiskup Toamasiny, kardynał
  - Marcin Troński, polski aktor
- 14 czerwca:
  - Andrzej Dziubek, polski muzyk i wokalista, lider zespołu De Press
  - Irena Morawska, polska dziennikarka, reporterka, scenarzystka filmowa (zm. 2022)
  - Gianna Nannini, włoska piosenkarka
  - Will Patton, amerykański aktor
- 15 czerwca:
  - Daniał Achmetow, kazachski polityk, premier Kazachstanu
  - James Belushi, amerykański aktor, komik, muzyk
  - Dietmar Geilich, niemiecki bokser
  - Dan Laustsen, duński operator filmowy
  - Larry Ross, nowozelandzki żużlowiec
  - Zdeňka Šilhavá, czeska lekkoatletka, kulomiotka i dyskobolka
- 16 czerwca:
  - Marek Baraniecki, polski pisarz science fiction
  - Nasser Nouraei, irański piłkarz
  - Marian Piłka, polski polityk, poseł na Sejm RP
  - Paweł Radziński, polski skrzypek, pedagog
  - Luis Romero Fernández, hiszpański duchowny katolicki, biskup pomocniczy Rockville Centre
- 17 czerwca:
  - Romuald Jakubowski, polski dziennikarz radiowy
  - Bogusław Pacek, polski wojskowy i naukowiec
  - Marek Waszkowiak, polski chemik, menedżer, polityk, senator RP
- 18 czerwca:
  - Jan Ambrož, czeski szachista
  - Piotr Florek, polski polityk samorządowiec, senator, wojewoda wielkopolski
- 19 czerwca:
  - Jim Cooper, amerykański polityk, kongresmen ze stanu Tennessee
  - Kathleen Turner, amerykańska aktorka, reżyser i producentka filmowa
- 20 czerwca:
  - Michael Anthony, amerykański muzyk, członek zespołu Van Halen
  - Karlheinz Brandenburg, niemiecki inżynier dźwięku
  - Harald Jährling, niemiecki wioślarz
  - Jaroslav Paška, słowacki inżynier architektury i polityk, minister, parlamentarzysta, europoseł (zm. 2021)
  - Ilan Ramon, izraelski pilot wojskowy, astronauta (zm. 2003)
  - Jan Wołek, polski malarz, pisarz, pieśniarz, karykaturzysta
- 21 czerwca:
  - Tomasz Chlebowski, polski astronom, menedżer, działacz opozycji antykomunistycznej
  - Robert Menasse, austriacki pisarz
- 22 czerwca:
  - Bogusława Pawelec, polska aktorka
  - Władysław Rak, polski polityk, poseł na Sejm RP
- 23 czerwca
  - Anke Borchmann, niemiecka wioślarka
  - Lech Osiak, polski związkowiec
- 24 czerwca:
  - Janina Gorzelana, polska koszykarka
  - Eugen Ruge, niemiecki aktor, reżyser, tłumacz
  - Ryszard Styła, polski gitarzysta jazzowy
- 25 czerwca:
  - Wojciech Mojzesowicz, polski rolnik, związkowiec, polityk, poseł na Sejm RP, minister rolnictwa i rozwoju wsi
  - David Paich, amerykański muzyk, wokalista, producent muzyczny, lider zespołu Toto
  - Daryush Shokof, irański reżyser, aktor, producent i scenarzysta filmowy, malarz
  - Sonia Sotomayor, amerykańska prawnik pochodzenia portorykańskiego, sędzia Sądu Najwyższego
  - Błażej Śliwiński, polski historyk
- 26 czerwca:
  - Luis Arconada, hiszpański piłkarz, bramkarz
  - Steve Barton, amerykański aktor
  - Robert Davi, amerykański aktor
  - Matthias Heinrich, niemiecki duchowny rzymskokatolicki, biskup pomocniczy Berlina
  - Catherine Samba-Panza, środkowoafrykańska prawnik, polityk, burmistrz Bangi, p.o. prezydenta Republiki Środkowoafrykańskiej
- 27 czerwca:
  - Władysław Ortyl, polski samorządowiec, polityk, senator RP
  - Anita Zagaria, włoska aktorka
- 28 czerwca:
  - Anna Birulés, hiszpańska i katalońska ekonomistka, polityk
  - Grażyna Dziedzic, polska nauczycielka, samorządowiec, prezydent Rudy Śląskiej (zm. 2022)
  - Mark Edmondson, australijski tenisista
  - Alice Krige, południowoafrykańska aktorka
  - Benoît Sokal, belgijski autor komiksów i grafiki do gier komputerowych (zm. 2021)
  - Diana Wallis, brytyjska polityk
- 29 czerwca
  - Janina Chmielowska, polska informatyk
  - Piotr Fuglewicz, polski działacz społeczny
  - Leovegildo Lins da Gama Júnior, brazylijski piłkarz, trener
- 30 czerwca:
  - Serż Sarkisjan, ormiański polityk, premier i prezydent Armenii
  - Janina Barbara Sokołowska, polska poetka, eseistka, redaktorka, autorka bajek dla dzieci
  - Wayne Swan, australijski polityk
- 1 lipca:
  - György Horkai, węgierski piłkarz wodny
  - Andrzej Lipski, polski historyk, polityk, poseł na Sejm RP (zm. 1996)
  - Victor Henry Thakur, indyjski duchowny katolicki
  - Herbert Zimmermann, niemiecki piłkarz
- 2 lipca:
  - Victor Amaya, amerykański tenisista
  - Bożena Demczenko-Grzelak, polska pilotka szybowcowa i samolotowa
  - Gregor Maria Hanke, niemiecki duchowny katolicki, biskup Eichstätt
  - Chris Huhne, brytyjski dziennikarz, polityk
  - Wendy Schaal, amerykańska aktorka
- 3 lipca:
  - Michel Amiel, francuski samorządowiec, polityk
  - Jean-Pierre Batut, francuski duchowny katolicki, biskup Blois
  - Vladimír Hirsch, czeski kompozytor i muzyk awangardowy
  - Stanisław Majerczak, polski kajakarz górski
  - Urs Salzmann, szwajcarski bobsleista
- 4 lipca:
  - Ilona Bluemke, polska informatyk
  - Max Hürzeler, szwajcarski kolarz torowy i szosowy
  - Władysław Olejnik, polski zapaśnik
  - Andrzej Poniedzielski, polski poeta, satyryk, bard, konferansjer
  - Czesława Surdel, polska lekkoatletka, biegaczka średniodystansowa
- 5 lipca:
  - Reşit Karabacak, turecki zapaśnik (zm. 2020)
  - Roman Kluska, polski przedsiębiorca
  - Barbara Mazurkiewicz, polska poetka, pisarka, felietonistka, fotografka, wydawczyni
  - Elżbieta Pierzchała, polska inżynier transportu, polityk, poseł na Sejm RP
  - Don Stark, amerykański aktor
  - Tadeusz Wielecki, polski kompozytor i kontrabasista
  - Jacek Wysocki, polski pediatra, wykładowca akademicki
- 6 lipca:
  - Maria Barysz, polska chemik
  - Allyce Beasley, amerykańska aktorka
  - Grzegorz Skawiński, polski gitarzysta, wokalista, członek zespołu Kombii
  - Jason Thompson, amerykański baseballista
- 7 lipca – Jacek Kucharczyk, polski bokser, trener
- 8 lipca – Hallstein Bøgseth, norweski kombinator norweski
- 9 lipca:
  - Torbjörn Nilsson, szwedzki piłkarz, trener
  - Tadeusz Szurman, polski duchowny luterański (zm. 2014)
- 10 lipca:
  - Andre Dawson, amerykański baseballista
  - Erivélton Martins, brazylijski piłkarz
  - Grzegorz Nowik, polski harcmistrz, historyk, pisarz,
  - Peter Seewald, niemiecki dziennikarz, pisarz
  - Neil Tennant, brytyjski wokalista, członek zespołu Pet Shop Boys
- 11 lipca:
  - Jan Błędowski, polski skrzypek, kompozytor, członek zespołu Krzak
  - Alejandro Camacho, meksykański aktor
  - Tomasz Imieliński, polski informatyk
  - Mirosław Kowalski, polski wydawca (zm. 2021)
  - Ilona Łepkowska, polska scenarzystka filmowa
- 12 lipca:
  - Eric Adams, amerykański wokalista, członek zespołu Manowar
  - Wolfgang Dremmler, niemiecki piłkarz
  - Maria Smereczyńska, polska polityk, lekarka, posłanka na Sejm RP
  - Jolanta Szymanek-Deresz, polska polityk, poseł na Sejm RP (zm. 2010)
- 13 lipca:
  - Sezen Aksu, turecka piosenkarka
  - David Thompson, amerykański koszykarz
- 14 lipca:
  - Erkki Antila, fiński biathlonista (zm. 2023)
  - Bogdan Bujak, polski polityk, poseł na Sejm RP
  - Andrzej Janczy, polski hokeista
  - Krystyna Kłosin, polska ekonomistka i polityk, posłanka na Sejm RP
  - Henryk Litka, polski polityk, samorządowiec, burmistrz Dolska
- 15 lipca:
  - Tarak Dhiab, tunezyjski piłkarz
  - Jorgos Kaminis, grecki prawnik, polityk, burmistrz Aten
  - Mario Kempes, argentyński piłkarz, trener
  - Andrzej Tadeusz Kijowski, polski teatrolog, krytyk literacki i teatralny, poeta, publicysta
- 16 lipca:
  - Nicholas Frankau, brytyjski aktor
  - Rajmund Miller, polski lekarz, samorządowiec, polityk, poseł na Sejm RP (zm. 2024)
  - Moacir Silva, brazylijski duchowny katolicki, arcybiskup Ribeirão Preto
  - Tadeusz Wrona, polski pilot cywilny i szybowcowy
- 17 lipca:
  - Vágner Benazzi, brazylijski piłkarz, trener (zm. 2023)
  - Anna Bikont, polska dziennikarka, reporterka, pisarka
  - Ricardo Blas, guamski judoka
  - Angela Merkel, niemiecka polityk, kanclerz Niemiec
  - Hanna Piekarska-Boniecka, polska entomolożka
  - J. Michael Straczynski, amerykański scenarzysta, producent telewizyjny, pisarz
- 18 lipca:
  - Ken Laszlo, włoski muzyk italo disco i euro disco
  - Ephrem M’Bom, kameruński piłkarz (zm. 2020)
  - Catherine Soullie, francuska polityk
  - Wally Walker, amerykański koszykarz
- 19 lipca:
  - Jim Cooper, amerykański polityk, kongresmen ze stanu Kansas
  - Verica Kalanović, serbska polityk i inżynier
- 20 lipca:
  - Moira Harris, amerykańska aktorka
  - Thomas Urban, niemiecki dziennikarz, pisarz
  - Nguyễn Xuân Phúc, wietnamski polityk, Premier Wietnamu
- 21 lipca:
  - Danièle Debernard, francuska narciarka alpejska
  - Anna Henrykowska, polska historyk, regionalistka
  - Bolesław Rzewiński, polski żużlowiec (zm. 2019)
  - Hennie Stamsnijder, holenderski kolarz przełajowy, torowy i szosowy
- 22 lipca:
  - Ainsley Bennett, brytyjski lekkoatleta, sprinter pochodzenia jamajskiego
  - Dainis Bremze, łotewski saneczkarz
  - Al Di Meola, amerykański gitarzysta jazzowy pochodzenia włoskiego
  - Bill Miller, amerykański polityk
  - Toninho Moura, brazylijski trener piłkarski
  - Rolf Nikel, niemiecki dyplomata
  - Krystyna Skowrońska, polska polityk, poseł na Sejm RP
- 23 lipca:
  - Ałła Kudłaj, radziecka i ukraińska piosenkarka
  - Ata’ollah Mohadżerani, irański historyk, dziennikarz, polityk
  - Nicolae Negrilă, rumuński piłkarz
  - Annie Sprinkle, amerykańska aktorka pornograficzna
- 24 lipca:
  - Vasile Dîba, rumuński kajakarz (zm. 2024)
  - Jorge Jesus, portugalski piłkarz, trener
- 25 lipca:
  - Anna Bubała, polska wszechstronna lekkoatletka
  - Zdeněk Hruška, czeski piłkarz
  - Jürgen Trittin, niemiecki polityk
- 26 lipca:
  - Viorel Ștefan, rumuński ekonomista, polityk
  - Grażyna Suchocka, polska aktorka
  - Adilbiek Dżaksybiekow, kazachski polityk
- 27 lipca:
  - Philippe Alliot, francuski kierowca wyścigowy
  - Włodzisław Duch, polski fizyk, informatyk
  - Peter Mueller, amerykański łyżwiarz szybki
  - Mariko Yoshida, japońska siatkarka
- 28 lipca:
  - Hugo Chávez, wenezuelski wojskowy, polityk, prezydent Wenezueli (zm. 2013)
  - Gerd Faltings, niemiecki matematyk
  - Michael Kocáb, czeski piosenkarz, kompozytor i polityk
  - Anna Lenartowicz-Stępkowska, polska aktorka (zm. 2019)
  - Steve Morse, amerykański gitarzysta, członek zespołów Kansas i Deep Purple
- 29 lipca:
  - Igor Krutoj, rosyjski kompozytor, piosenkarz, producent muzyczny pochodzenia ukraińskiego
  - Michał Olszański, polski pedagog, dziennikarz
  - Ryszard Podlas, polski lekkoatleta, czterystumetrowiec
  - Monika Rogozińska, polska dziennikarka, taterniczka i alpinistka
- 30 lipca:
  - Gregory Carl Johnson, amerykański pilot wojskowy, astronauta
  - Ken Olin, amerykański aktor, reżyser i producent telewizyjny
- 31 lipca:
  - Miguel Amaral, portugalski przedsiębiorca, kierowca wyścigowy
  - José Roberto Guimarães, brazylijski siatkarz, trener
  - Flo Hyman, amerykańska siatkarka (zm. 1986)
  - Leonel Marshall, kubański siatkarz
  - Prem Das Rai, indyjski polityk
- 1 sierpnia:
  - James Gleick, amerykański dziennikarz, pisarz
  - Mieczysław Jacków, polski nauczyciel, samorządowiec, polityk, poseł na Sejm RP
  - Benno Möhlmann, niemiecki piłkarz, trener
  - Jacek Popiel, polski teatrolog, literaturoznawca
  - Rajinder Singh, indyjski zapaśnik
  - Ed Vulliamy, brytyjski dziennikarz, reporter
  - Anna Ziaja, polska malarka
- 2 sierpnia:
  - Krystyna Czubówna, polska dziennikarka, lektorka
  - Ken MacLeod, szkocki pisarz science fiction
  - Sammy McIlroy, północnoirlandzki piłkarz, trener
  - Krzysztof Lisowski, polski poeta, krytyk literacki
  - Marios Matsakis, cypryjski chirurg, biochemik, polityk
  - Namadi Sambo, nigeryjski polityk
  - Enrique Saura, hiszpański piłkarz
  - Jiří Vyvadil, czeski polityk
- 3 sierpnia:
  - Juan Antonio Corbalán, hiszpański koszykarz
  - Mária Grosch, węgierska szachistka
  - Chris Tvedt, norweski adwokat, pisarz
  - Lothar Woelk, niemiecki piłkarz
- 4 sierpnia:
  - Anatolij Kinach, ukraiński polityk, premier Ukrainy
  - Jan Orkisz, polski samorządowiec, polityk, poseł na Sejm RP
- 5 sierpnia:
  - Luigi Infanti della Mora, włoski duchowny katolicki, wikariusz apostolski Aysén w Chile
  - Karlo Kasap, jugosłowiański i kanadyjski zapaśnik
  - Wiesław Szczuka, polski ekonomista, dyplomata, urzędnik państwowy
- 6 sierpnia
  - Mary Davis, irlandzka działaczka społeczna i polityk
  - Wacłau Stankiewicz, litewski polityk, samorządowiec, poseł, konsul generalny białoruskiego pochodzenia
- 7 sierpnia:
  - Walerij Gazzajew, rosyjski trener piłkarski
  - Francisco Guterres, wschodniotimorski polityk, prezydent Timoru Wschodniego
  - Wiktor Medwedczuk, ukraiński polityk
  - Jonathan Pollard, amerykański analityk wywiadu marynarki wojennej USA, szpieg izraelski
  - Antonio Resines, hiszpański aktor
  - Aleh Trusau, białoruski historyk, archeolog, polityk
- 8 sierpnia:
  - Eusebio Elizondo, amerykański duchowny katolicki pochodzenia meksykańskiego, biskup pomocniczy Seattle
  - Finnur Ingólfsson, islandzki polityk
  - Tomasz Kuszewski, polski ekonomista, wykładowca akademicki
- 9 sierpnia:
  - Vladimir Bigorra, chilijski piłkarz
  - Bernard Ptak, polski polityk, poseł na Sejm RP
  - Bożena Stryjkówna, polska aktorka
- 10 sierpnia:
  - Jerzy Gwiżdż, polski polityk, poseł na Sejm RP
  - Kim P’yŏng Il, północnokoreański dyplomata
  - Kazimierz Ziarnik, polski żużlowiec
- 11 sierpnia
  - Aleksandra Domańska, polska pisarka, scenarzystka i reżyser
  - Joe Jackson, brytyjski piosenkarz
  - Michael G. Moye, amerykański scenarzysta i producent filmowy
- 12 sierpnia:
  - François Hollande, francuski polityk, prezydent Francji
  - Sam J. Jones, amerykański aktor, model
  - Jorge Martins, portugalski piłkarz, bramkarz
  - Pat Metheny, amerykański gitarzysta jazzowy
- 13 sierpnia:
  - Ann-Charlotte Hesse, szwedzka lekkoatletka, sprinterka
  - Anna Trzeciak, polska chemik, profesor nauk chemicznych
  - Mickey Walsh, irlandzki piłkarz
- 14 sierpnia:
  - Christian Gross, szwajcarski piłkarz, trener
  - Marek Surzyn, polski perkusista, członek zespołów Breakout i Krzak
  - Ágnes Őze-Sipka, węgierska lekkoatletka, maratonka
- 15 sierpnia – Zdzisław Najda, polski operator filmowy
- 16 sierpnia:
  - James Cameron, kanadyjski reżyser, scenarzysta i producent filmowy
  - George Galloway, brytyjski polityk
  - Bogdan Góralczyk, polski politolog, sinolog, dyplomata i publicysta
  - Ole Kjær, duński piłkarz, bramkarz
  - Tomo Križnar, słoweński pisarz, działacz społeczny
  - Jan Łopata, polski samorządowiec, polityk, poseł na Sejm RP
  - Paweł Wimmer, polski dziennikarz
- 17 sierpnia:
  - Eric Johnson, amerykański gitarzysta
  - Luis Mandoki, meksykański reżyser, scenarzysta i producent filmowy
  - Nina Muradian, ormiańska siatkarka
  - Andrés Pastrana, kolumbijski polityk, prezydent Kolumbii
- 18 sierpnia:
  - Cho Young-jeung, południowokoreański piłkarz
  - Rickey Green, amerykański koszykarz
  - Umberto Guidoni, włoski astrofizyk, astronauta, polityk
  - Jan Peters, holenderski piłkarz
  - Piotr Polmański, polski polityk, poseł na Sejm RP
  - Tetiana Skaczko, ukraińska lekkoatletka, skoczkini w dal
  - Janusz Leon Wiśniewski, polski pisarz
  - Władimir Wysocki, rosyjski admirał (zm. 2021)
- 19 sierpnia:
  - Aleksandr Blinow, rosyjski jeździec sportowy (zm. 2021)
  - Magdalena Ficowska-Łuszczek, polska poetka
- 20 sierpnia:
  - Quinn Buckner, amerykański koszykarz
  - Aldo Giordano, włoski duchowny katolicki, arcybiskup, nuncjusz apostolski przy Unii Europejskiej (zm. 2021)
  - Pavol Hamžík, słowacki dyplomata, polityk
  - Hervé Marseille, francuski polityk i samorządowiec
- 21 sierpnia:
  - José Carmelo Martínez Lázaro, hiszpański duchowny katolicki, biskup Cajamarca
  - Didier Six, francuski piłkarz
- 22 sierpnia:
  - Mładen Czerwenjakow, bułgarski polityk
  - Jan Tomkowski, polski historyk (zm. 2024)
- 23 sierpnia:
  - Philip Emeagwali, nigeryjski matematyk, informatyk
  - Zigmas Lydeka, litewski ekonomista, rektor Uniwersytetu Witolda Wielkiego
  - Antoni Mężydło, polski polityk, poseł na Sejm RP
  - Halimah Yacob, singapurska polityk, prezydent Singapuru
- 24 sierpnia:
  - Heini Otto, holenderski piłkarz, trener
  - Krzysztof Ścierański, polski gitarzysta basowy
- 25 sierpnia:
  - Elvis Costello, brytyjski piosenkarz
  - Gilbert Duclos-Lassalle, francuski kolarz szosowy
  - Józef Szczepańczyk, polski polityk, poseł na Sejm RP
- 26 sierpnia:
  - Tracy Krohn, amerykański kierowca wyścigowy
  - Detlef Raugust, niemiecki piłkarz
  - Efren Reyes, filipiński bilardzista
- 27 sierpnia:
  - Julio César Jiménez, urugwajski piłkarz
  - Derek Warwick, brytyjski kierowca wyścigowy
- 28 sierpnia:
  - Jozef Barmoš, słowacki piłkarz, trener
  - Jerzy Zajadło, polski prawnik i filozof
- 29 sierpnia:
  - Jurij Bujda, rosyjski prozaik, nowelista
  - Krzysztof Jan Kurzydłowski, polski fizyk
  - Wladimir Rodrigues dos Santos, brazylijski piłkarz
- 30 sierpnia:
  - Alaksandr Łukaszenka, białoruski polityk, prezydent Białorusi
  - David Paymer, amerykański aktor
  - Liliana Sonik, polska filolog
  - Brigitte Totschnig, austriacka narciarka alpejska
  - Norbert Turini, francuski duchowny katolicki, biskup Perpignan-Elne
- 31 sierpnia – Robert Koczarian, armeński polityk, prezydent Górskiego Karabachu, premier i prezydent Armenii
- 1 września:
  - Adam Krupa, polski polityk, poseł na Sejm RP, burmistrz Głubczyc
  - Piotr Łukasiewicz, polski socjolog, polityk, kierownik Ministerstwa Kultury i Sztuki
  - Henryk Niebudek, polski aktor
  - Filip Vujanović, czarnogórski polityk, prezydent Czarnogóry
- 2 września: 
  - Andrej Babiš, czeski przedsiębiorca, polityk pochodzenia słowackiego, premier Czech
  - Humberto Zurita, meksykański aktor
- 3 września:
  - Herbert Plank, włoski narciarz alpejski
  - Jaak Uudmäe, estoński lekkoatleta, trójskoczek
  - Jacek Purchla, polski historyk sztuki, ekonomista
- 4 września:
  - Wiktor Byczkow, rosyjski aktor
  - Edward Hartwich, polski samorządowiec, wicemarszałek kujawsko-pomorskiego
  - Gia Nodia, gruziński filozof, politolog, publicysta
- 5 września:
  - Per Knut Aaland, norweski biegacz narciarski
  - Hans-Jürgen Gerhardt, niemiecki bobsleista
- 6 września:
  - Carly Fiorina, amerykańska bizneswoman, polityk
  - Piotr (Mansurow), rosyjski biskup prawosławny
  - Maciej Zięba, polski dominikanin, teolog, filozof, publicysta (zm. 2020)
- 7 września:
  - Corbin Bernsen, amerykański aktor, scenarzysta, reżyser i producent filmowy
  - Michael Emerson, amerykański aktor
  - Tudorel Stoica, rumuński piłkarz, trener
- 8 września:
  - Mark Foley, amerykański polityk
  - Pascal Greggory, francuski aktor
  - Raymond Odierno, amerykański generał (zm. 2021)
  - Michael Shermer, amerykański publicysta, historyk nauki
  - Jeorjos Tusas, grecki polityk
- 9 września:
  - Chris Campbell, amerykański zapaśnik
  - Jeffrey Combs, amerykański aktor
  - Walter Davis, amerykański koszykarz (zm. 2023)
  - Leokadia Oręziak, polska ekonomistka
  - Jacek Socha, polski ekonomista, polityk
- 10 września:
  - Silvia Chivás, kubańska lekkoatletka, sprinterka
  - Irena Krogulska, polska siatkarka
  - Zbigniew Mączka, polski polityk, poseł na Sejm RP
  - Fred Olen Ray, amerykański wrestler, reżyser, scenarzysta i producent filmowy
  - Don Wilson, amerykański kick-boxer, aktor
- 11 września:
  - Herbert Bösch, austriacki polityk
  - Dorota Chytrowska, polska strzelczyni sportowa
- 12 września:
  - Jan Grabkowski, polski samorządowiec, starosta poznański
  - Zbigniew Macias, polski śpiewak operowy (baryton) i musicalowy, aktor i reżyser
  - Gülsin Onay, turecka pianistka niemieckiego pochodzenia
- 13 września:
  - Zyta Homziuk, polska lekkoatletka, skoczkini wzwyż
  - Rauli Pudas, fiński lekkoatleta, tyczkarz
  - Shōko Takayanagi, japońska siatkarka
  - Shigeharu Ueki, japoński piłkarz (zm. 2024)
- 14 września:
  - Renata Berger, polska aktorka
  - Maria Kowalik, polska aktorka
  - Pierre Claver Malgo, burkiński duchowny katolicki, biskup Fada N’Gourma
  - Benoît Rivière, francuski duchowny katolicki, biskup Autun
- 15 września:
  - Krzysztof Jaraczewski, polski architekt, wnuk Józefa Piłsudskiego
  - Verner Lička, czeski trener piłkarski
  - Zbigniew Skorecki, polski polityk, poseł na Sejm RP
- 16 września:
  - Colin Newman, brytyjski muzyk, producent muzyczny
  - Aleksander Socha, polski agronom, urzędnik państwowy, wicewojewoda warmińsko-mazurski
  - Tatiana Sosna-Sarno, polska aktorka
- 17 września:
  - Márta Kelemen, węgierska gimnastyczka
  - František Kunzo, słowacki piłkarz
  - Gabriele Preuß, niemiecka działaczka samorządowa, polityk
  - Jocelyne Villeton, francuska lekkoatletka, maratonka
  - Grażyna Zarzecka, polska malarka, pedagog
- 18 września:
  - Takao Doi, japoński astronauta
  - Mohamed Kedir, etiopski lekkoatleta, biegacz długodystansowy i przełajowy
  - Philip Pierre, polityk z Saint Lucia
  - Steven Pinker, amerykański psycholog
  - Andrzej Stanisławek, polski lekarz, polityk, sekretarz stanu w Ministerstwie Nauki i Szkolnictwa Wyższego
  - Tommy Tuberville, amerykański polityk, senator ze stanu Alabama
- 19 września:
  - David Bamber, brytyjski aktor
  - Ted Jensen, amerykański producent muzyczny, inżynier dźwięku i masteringu
  - Cezary Kuklo, polski historyk
  - Karina Pētersone, łotewski polityk
  - Bolesław Piecha, polski ginekolog, polityk, poseł na Sejm, senator i eurodeputowany
  - Eleni Vitali, grecka pieśniarka
- 20 września:
  - Anne McIntosh, brytyjska polityk
  - Jacek Soska, polski rolnik, polityk, poseł na Sejm RP, wiceminister rolnictwa
- 21 września:
  - Shinzō Abe, japoński polityk, premier Japonii (zm. 2022)
  - Wolfgang Steinbach, niemiecki piłkarz
- 22 września:
  - Shari Belafonte, amerykańska aktorka, piosenkarka, modelka, scenarzystka filmowa
  - Piotr Bernacki, polski artysta fotograf
  - Zbigniew Chmielowiec, polski inżynier ochrony środowiska, samorządowiec, polityk, poseł na Sejm RP
  - Anil Couto, indyjski duchowny katolicki, arcybiskup Delhi
  - Nikander (Kowalenko), rosyjski biskup prawosławny
  - Bram van Ojik, holenderski działacz społeczny, polityk, dyplomata
- 23 września:
  - Patrick Brown, amerykański biochemik, wykładowca akademicki
  - Vito Di Tano, włoski kolarz przełajowy i szosowy (zm. 2025)
- 24 września:
  - Ashton Carter, amerykański polityk (zm. 2022)
  - Balbina Herrera, panamska polityk
  - Lech Stefaniak, polski generał, dyplomata
  - Marco Tardelli, włoski piłkarz, trener
  - Ian Taylor, brytyjski hokeista na trawie, bramkarz
- 25 września:
  - Apostolis Anthimos, polski gitarzysta pochodzenia greckiego, członek zespołu SBB
  - Katarzyna Kulczak, polska kajakarka
  - Mirosław Mojsiuszko, polski piłkarz, trener, działacz sportowy
- 26 września:
  - Alice, włoska piosenkarka
  - Michał Janiszewski, polski polityk, poseł na Sejm RP (zm. 2025)
  - Łukasz Słuszkiewicz, polski reżyser i scenarzysta filmów animowanych
- 27 września:
  - Samwel Petrosjan, ormiański piłkarz, trener
  - Dmitrij Sitkowiecki, amerykański skrzypek i dyrygent pochodzenia rosyjskiego
  - Larry Wall, amerykański programista komputerowy
- 28 września – Margot Wallström, szwedzka polityk
- 29 września:
  - Gerónimo Barbadillo, peruwiański piłkarz
  - Michał Giercuszkiewicz, polski perkusista (zm. 2020)
  - Geoffrey Marcy, amerykański astronom
  - Masud Pezeszkijan, irański lekarz, polityk, minister zdrowia
- 30 września:
  - Basia, polska piosenkarka, kompozytorka, autorka tekstów, producentka muzyczna
  - John Drew, amerykański koszykarz (zm. 2022)
  - Gheorghe Ghipu, rumuński lekkoatleta, średniodystansowiec
  - Zbigniew Romek, polski historyk
  - Barry Williams, amerykański aktor
  - Andrzej Zybertowicz, polski socjolog
- 1 października:
  - Płamen Jankow, bułgarski bokser
  - Ljubomir Travica, chorwacki siatkarz, trener
  - Stanisław Żuk, polski inżynier, menedżer, samorządowiec, polityk, poseł na Sejm RP
- 2 października:
  - Edward Alkśnin, polski judoka
  - Lorraine Bracco, amerykańska aktorka pochodzenia włosko-brytyjskiego
  - Eran Riklis, izraelski reżyser, scenarzysta i producent filmowy
  - Roman Skamene, czeski aktor
- 3 października:
  - Dennis Eckersley, amerykański baseballista
  - Paweł Sanakiewicz, polski aktor (zm. 2023)
  - Al Sharpton, amerykański pastor baptysta
  - Piotr Włoch, polski prawnik, samorządowiec, wicemarszałek województwa lubelskiego
- 4 października:
  - Krzysztof Michalski, polski dziennikarz
  - Józef Szamocki, polski duchowny katolicki, biskup pomocniczy toruński
- 5 października:
  - Ryszard Gajewski, polski himalaista
  - Doron Szemu’eli, izraelski polityk
- 6 października:
  - David Hidalgo(inne języki), amerykański wokalista, muzyk, autor tekstów, multiinstrumentalista znany ze współpracy z grupą Los Lobos
  - Henri Malosse, francuski działacz społeczny i gospodarczy
  - Marek Włodarczyk, polski aktor
  - Helmut Zierl, niemiecki aktor
- 7 października:
  - Álvaro de Jesús Gómez, kolumbijski trener piłkarski
  - Paul Yoshinao Ōtsuka, japoński duchowny katolicki, biskup Kioto
  - Carlos Pedro Zilli, brazylijski duchowny katolicki, biskup Bafaty w Gwinei Bissau (zm. 2021)
- 8 października:
  - Joseph-Antoine Bell, kameruński piłkarz, bramkarz
  - Michael Dudikoff, amerykański aktor
  - Jean Fernandez, francuski piłkarz, trener pochodzenia hiszpańskiego
  - Piotr Kownacki, polski prawnik, urzędnik państwowy
  - Guillermo Mendizábal, meksykański piłkarz, trener
  - Brigitte Rohde, niemiecka lekkoatletka, sprinterka i płotkarka
  - Huub Rothengatter, holenderski kierowca wyścigowy
  - Edit Sámuel, węgierska lekkoatletka, skoczkini wzwyż
  - Marek Waszkiel, polski historyk teatru lalek, krytyk teatralny i pedagog.
  - Waldemar Wołk-Karaczewski, polski tancerz, pedagog
- 9 października:
  - Scott Bakula, amerykański aktor
  - Daniel Gisiger, szwajcarski kolarz szosowy i torowy
  - Eugeniusz Korin, polski reżyser teatralny i filmowy, producent teatralny, tłumacz, pedagog pochodzenia rosyjskiego
  - József Varga, węgierski piłkarz
  - Jacek Woźniak, polski malarz, rysownik
- 10 października:
  - Caczo Andrejkowski, bułgarski bokser
  - Aldona Grochal, polska aktorka
  - Geneviève Fioraso, francuska polityk
  - Grażyna Leja, polska polityk, przedsiębiorca i urzędniczka państwowa (zm. 2021)
  - David Lee Roth, amerykański wokalista, muzyk, kompozytor, aktor, członek zespołu Van Halen
  - Marek Piątek, polski duchowny katolicki, biskup Coari w Brazylii
  - Fernando Santos, portugalski piłkarz, trener
- 11 października:
  - Sascha Hehn, niemiecki aktor
  - Vojislav Šešelj, serbski polityk nacjonalistyczny
- 12 października:
  - Ryszard Fałek, polski samorządowiec prezydent Radomia
  - Norbert Klaar, niemiecki strzelec sportowy
  - Bartłomiej Kołodziej, polski polityk, architekt, poseł na Sejm RP (zm. 2011)
  - Hanna Skowrońska-Zbrowska, polska montażystka filmowa
- 13 października:
  - Hajsam ibn Tarik Al Sa’id, sułtan Omanu
  - Mordechaj Vanunu, izraelski technik jądrowy, który ujawnił opinii publicznej informacje dotyczące izraelskiego programu nuklearnego
- 14 października:
  - Bang Dae-du, południowokoreański zapaśnik
  - Gerhard Breitenberger, austriacki piłkarz
- 15 października: 
  - Jesús Rico García, hiszpański duchowny katolicki
  - Gabrio Rosa, włoski kierowca wyścigowy
- 16 października:
  - Tim Berne, amerykański saksofonista jazzowy, kompozytor
  - Michael Forsyth, brytyjski polityk
  - Corinna Harfouch, niemiecka aktorka
- 17 października:
  - Samir Bakaou, tunezyjski piłkarz
  - Maciej Berbeka, polski wspinacz (zm. 2013)
  - René Botteron, szwajcarski piłkarz
  - Ignacy (Midić), serbski biskup prawosławny
  - Lidia Stanisławska, polska piosenkarka, dziennikarka
- 18 października:
  - Liz Burch, australijska aktorka
  - John Du, filipiński duchowny katolicki, arcybiskup Palo
  - Matthias Müller, niemiecki piłkarz
  - Leszek Myczka, polski dziennikarz, publicysta, dokumentalista
  - Bob Weinstein, amerykański producent filmowy pochodzenia żydowskiego
- 19 października:
  - Joe Bryant, amerykański koszykarz, trener (zm. 2024)
  - Guy Dardenne, belgijski piłkarz
  - Jan Oraniec, polski polityk, związkowiec, poseł na Sejm RP
  - Agnes Sigurðardóttir, islandzka duchowna ewangelicko-luterańska, biskup Islandii
- 20 października:
  - César Daniel Fernández, argentyński duchowny katolicki, biskup Jujuy
  - Jan Jurewicz, polski aktor
- 21 października: 
  - Andrzej Kijowski, polski trener strzelectwa sportowego
  - Marcel Răducanu, rumuński piłkarz
- 22 października:
  - Andrzej Krawczyk, polski historyk, urzędnik państwowy, dyplomata
  - Michał Malinowski, polski elektronik, profesor nauk technicznych
  - Krzysztof Szymański, polski polityk, wicewojewoda płocki, poseł na Sejm RP
- 23 października:
  - Denis Grondin, kanadyjski duchowny katolicki, biskup Rimouski
  - Ang Lee, amerykański reżyser filmowy pochodzenia tajwańskiego
  - Uli Stein, niemiecki piłkarz, bramkarz
  - Lionel Zinsou, beniński polityk, premier Beninu
- 24 października:
  - Carmine Abate, włoski pisarz i nauczyciel
  - Amadou Bagayoko, malijski gitarzysta, wokalista, członek duetu Amadou & Mariam (zm. 2025)
  - Cindy Breakspeare, jamajska modelka, zwyciężczyni konkursu Miss World
  - Ionel Budușan, rumuński bokser
  - Doug Davidson, amerykański aktor
  - Tallis Obed Moses, vanuacki polityk, prezydent Vanuatu
  - Mike Rounds, amerykański polityk, senator ze stanu Dakota Południowa
  - Brad Sherman, amerykański polityk, kongresmen ze stanu Kalifornia
  - Malcolm Turnbull, australijski polityk
- 25 października:
  - Marian Florczyk, polski duchowny katolicki, biskup pomocniczy kielecki
  - Laura Łącz, polska aktorka
- 26 października:
  - Carlos Agostinho do Rosário, mozambicki polityk, premier Mozambiku
  - Stephen L. Carter, amerykański prawnik, pisarz
  - D.W. Moffett, amerykański aktor, reżyser filmowy
  - James Pickens Jr., amerykański aktor
- 27 października:
  - Frank Gray, szkocki piłkarz
  - Siergiej Naryszkin, rosyjski polityk
- 28 października:
  - Camillo Cibotti, włoski duchowny katolicki, biskup Iserni-Venafro
  - Manuel Pinho, portugalski ekonomista, polityk
- 29 października:
  - Stanisław Banaś, polski aktor, reżyser teatralny
  - Lee Child, brytyjski prozaik
  - Herman Frazier, amerykański lekkoatleta, sprinter
  - Siegrun Siegl, niemiecka lekkoatletka, wieloboistka i skoczkini w dal
  - Paul Di Filippo, amerykański pisarz fantastyki naukowej
- 30 października:
  - Tom Browne, amerykański trębacz jazzowy
  - Kathleen Cody, amerykańska aktorka
  - Piero Gros, włoski narciarz alpejski
  - Ramón Maradiaga, honduraski piłkarz, trener
  - Kinnah Phiri, malawijski piłkarz, trener
  - Krystyna Stolarska, polska piosenkarka (zm. 2010)
- 31 października:
  - Mercedes Gonzáles, peruwiańska siatkarka
  - Karoline Käfer, austriacka lekkoatletka, sprinterka (zm. 2023)
  - Wojciech Morawski, polski historyk, ekonomista, wykładowca akademicki
  - Ken Wahl, amerykański aktor, reżyser filmowy i telewizyjny
- 1 listopada:
  - Grzegorz Nowak, polski wioślarz
  - Jonas Kazlauskas, litewski trener koszykówki
- 2 listopada:
  - Reinaldo Gomes, portugalski piłkarz
  - Zoran Simović, czarnogórski piłkarz, bramkarz
- 3 listopada:
  - Adam Ant, brytyjski wokalista, gitarzysta
  - Carlos Girón, meksykański skoczek do wody (zm. 2020)
  - Kathy Kinney, amerykańska aktorka
  - Elżbieta Streker-Dembińska, polska polityk, samorządowiec, senator, poseł na Sejm RP
- 4 listopada:
  - Aleksandr Aksinin, rosyjski lekkoatleta, sprinter (zm. 2020)
  - Marek Nawrocki, polski matematyk
  - Marta Nováková, czeska działaczka gospodarcza, polityk
  - Hidehiko Shimizu, japoński piłkarz, trener
  - Oscar José Vélez Isaza, kolumbijski duchowny katolicki, biskup Valledupar
- 5 listopada:
  - Nílton Batata, brazylijski piłkarz
  - Alejandro Sabella, argentyński piłkarz, trener (zm. 2020)
  - Jeffrey Sachs, amerykański ekonomista pochodzenia żydowskiego
  - Stanisław Salaterski, polski duchowny katolicki, biskup pomocniczy tarnowski
- 6 listopada:
  - Karin Fossum, norweska pisarka
  - Janusz Pęcherz, polski chemik, samorządowiec, polityk, senator RP
  - Kurt Welzl, austriacki piłkarz
- 7 listopada:
  - Robin Beck, amerykańska piosenkarka
  - Kamal Hassan, indyjski aktor
  - Jean-Christophe Lagleize, francuski duchowny katolicki
- 8 listopada:
  - Andrzej Czerwiński, polski samorządowiec, polityk, prezydent Nowego Sącza, poseł na Sejm RP, minister skarbu państwa
  - Aristides Gomes, polityk z Gwinei Bissau, premier
  - Kazuo Ishiguro, brytyjski pisarz pochodzenia japońskiego, noblista z dziedziny literatury
  - Rickie Lee Jones, amerykańska piosenkarka, autorka tekstów
  - Bill Joy, amerykański programista komputerowy
  - Jadwiga Teresa Stępień, polska śpiewaczka operowa (mezzosopran)
  - Maria Zmarz-Koczanowicz, polska reżyserka i scenarzystka filmowa
- 9 listopada:
  - Mauro Aparecido dos Santos, brazylijski duchowny katolicki, arcybiskup Cascavel (zm. 2021)
  - Zoran Stanković, serbski generał, lekarz, polityk (zm. 2021)
  - Dietrich Thurau, niemiecki kolarz torowy i szosowy
- 10 listopada:
  - Jutta Kirst, niemiecka lekkoatletka, skoczkini wzwyż
  - Kevin Spraggett, kanadyjski szachista
- 11 listopada:
  - Hanna Bieluszko, polska aktorka
  - Andrzej Łoś, polski polityk i samorządowiec, marszałek województwa dolnośląskiego
  - Ryszard Olesiński, polski gitarzysta, członek zespołu Maanam (zm. 2025)
- 12 listopada:
  - Marek Chlanda, polski rysownik, grafik, rzeźbiarz, performer
  - Paul McNamee, australijski tenisista
  - Kristian Præstbro, duński żużlowiec
- 13 listopada:
  - Robert Goddard, brytyjski pisarz
  - Gintautas Kėvišas, litewski pianista, polityk
  - Chris Noth, amerykański aktor
  - Hartmut Schade, niemiecki piłkarz, trener
  - Angelo Spina, włoski duchowny katolicki, biskup Sulmona-Valva
- 14 listopada:
  - Jacek Bunsch, polski reżyser teatralny
  - Andrzej Dziuk, polski reżyser, scenograf
  - Willie Hernández, portorykański baseballista (zm. 2023)
  - Bernard Hinault, francuski kolarz szosowy
  - Jerry Mateparae, nowozelandzki generał
  - Condoleezza Rice, amerykańska polityk
  - Yanni, grecki kompozytor
- 15 listopada:
  - Craig Emerson, australijski ekonomista, polityk
  - Jan Kopczyk, polski lekarz, polityk, poseł na Sejm RP
  - Aleksander Kwaśniewski, polski dziennikarz, polityk, prezydent RP
  - Uli Stielike, niemiecki piłkarz, trener
- 16 listopada:
  - Andrea Barrett, amerykańska pisarka
  - Bernd Hahn, niemiecki saneczkarz
  - Ramón Luis Valcárcel, hiszpański wykładowca akademicki, polityk
- 17 listopada:
  - Paolo Dall’Oglio, włoski jezuita, misjonarz
  - Maciej Grzywaczewski, polski producent filmowy, przedsiębiorca, wydawca
  - Jorge Hernández, kubański bokser (zm. 2019)
  - Jonathan Moffett, amerykański perkusista
- 18 listopada:
  - Toomas Edur, kanadyjski hokeista
  - Milan Martić, serbski polityk, zbrodniarz wojenny
- 19 listopada:
  - Abd al-Fattah as-Sisi, egipski marszałek polny, polityk, prezydent Egiptu
  - Krystyna Giżowska, polska piosenkarka
  - Kathleen Quinlan, amerykańska aktorka
  - Andrzej Pietras, polski muzyk, kompozytor, autor tekstów, manager i producent, współzałożyciel zespołu Bajm
- 20 listopada:
  - Aneka, szkocka piosenkarka
  - Jacek Merkel, polski polityk, przedsiębiorca
  - Waldemar Modestowicz, polski reżyser
- 21 listopada:
  - Wacław Buryła, polski duchowny katolicki, poeta
  - Mieczysław Gierszewski, polski piłkarz, trener
  - Maciej Manicki, polski działacz związkowy, polityk, poseł na Sejm RP
  - Carmine Marcantonio, kanadyjski piłkarz pochodzenia włoskiego
- 22 listopada:
  - Paolo Gentiloni, włoski dziennikarz, polityk
  - Henryk Janikowski, polski piłkarz
  - Celina Jóźwik, polska siatkarka
  - Wojciech Staroniewicz, polski saksofonista, kompozytor
- 23 listopada:
  - Ross Brawn, brytyjski inżynier
  - Martin Haselböck, austriacki organista i dyrygent
  - Bruce Hornsby, amerykański wokalista, pianista, kompozytor
  - Aavo Pikkuus, estoński kolarz szosowy
  - Carmen Valdés, kubańska lekkoatletka, sprinterka
- 24 listopada:
  - Clem Burke, amerykański perkusista, członek zespołów: Blondie, Ramones i The Romantics (zm. 2025)
  - Emir Kusturica, serbski reżyser i scenarzysta filmowy, muzyk
  - Roswietha Zobelt, niemiecka wioślarka
- 25 listopada:
  - Władysław Frasyniuk, polski działacz opozycji antykomunistycznej, polityk, przedsiębiorca
  - Diane Savereide, amerykańska szachistka
- 26 listopada:
  - Andrzej Klimaszewski, polski kajakarz
  - Jerzy Kramarczyk, polski aktor
  - Stanisław Kuźnik, polski reżyser filmowy
  - Leonard Mlodinow, amerykański fizyk, autor książek popularnonaukowych pochodzenia żydowskiego
  - Jan Skórzyński, polski historyk i publicysta
- 27 listopada:
  - Zenon Licznerski, polski lekkoatleta, sprinter
  - Kimmy Robertson, amerykańska aktorka
  - Jerzy Włosek, polski pisarz, dziennikarz
- 28 listopada
  - Jos Daerden, belgijski piłkarz, trener
  - Barbara Grabowska, polska aktorka (zm. 1994)
  - Henryk Mrozek, polski samorządowiec, prezydent Siemianowic Śląskich
  - Anatolij Rozanow, rosyjski producent muzyczny, kompozytor, reżyser dźwiękowy
  - Roman Siedlecki, polski lekkoatleta, sprinter
- 29 listopada:
  - Zbigniew Bujak, polski działacz opozycji antykomunistycznej, nauczyciel akademicki, polityk, poseł na Sejm RP
  - Joel Coen, amerykański reżyser filmowy
  - Justo Rodríguez Gallego, hiszpański duchowny katolicki, biskup pomocniczy Zárate-Campana
  - Stanisław Judycki, polski filozof
  - Andrzej Rokicki, polski polityk, poseł na Sejm II kadencji
  - Mason Ruffner, amerykański piosenkarz, gitarzysta, autor tekstów
  - Irena Tomaszak-Zesiuk, polska nauczycielka, działaczka samorządowa, polityk, poseł na Sejm RP
  - Jan Ullsten, szwedzki curler
- 30 listopada:
  - Dariusz Bitner, polski pisarz, krytyk literacki
  - Muli Katzurin, izraelski trener koszykówki
  - Simonetta Stefanelli, włoska aktorka
  - Lawrence Summers, amerykański ekonomista, polityk pochodzenia żydowskiego
- 1 grudnia:
  - Tedj Bensaoula, algierski piłkarz
  - Andrzej Korski, polski polityk, inżynier, wojewoda lubuski
  - Karl-Heinz Körbel, niemiecki piłkarz, trener
  - Roman Mazurkiewicz, polski historyk literatury polskiej
- 2 grudnia:
  - Dan Butler, amerykański aktor
  - Urszula Doroszewska, polska socjolożka
  - Zdzisław Dybowski, polski siatkarz
  - Aleksandra Kaczyńska, polska wioślarka
  - Maria Nowakowska, polska etnograf i polityk, posłanka na Sejm RP II kadencji
  - Johan Van Hecke, belgijski i flamandzki polityk
- 3 grudnia – Ewa Machulska, polska dekoratorka wnętrz, scenograf, kostiumograf, aktorka
- 4 grudnia:
  - Krzysztof Gottesman, polski dziennikarz i publicysta
  - Jerzy Górski, polski triathlonista
  - Hryhorij Hładij, ukraiński aktor, reżyser teatralny
  - Tony Todd, amerykański aktor (zm. 2024)
- 5 grudnia:
  - Hanif Kureishi, brytyjski prozaik, dramaturg, reżyser i scenarzysta filmowy pochodzenia pakistańskiego
  - Bruno Minniti, włoski aktor
  - Eugeniusz Misiło, polski historyk
  - Boro Primorac, bośniacki piłkarz, trener
  - Andrzej Wypych, polski duchowny katolicki, biskup pomocniczy Chicago
- 6 grudnia:
  - Andrzej Hahn, polski hokeista
  - Radek John, czeski dziennikarz, pisarz, scenarzysta, polityk
  - Krystyna Kurczab-Redlich, polska dziennikarka i reportażystka
  - Janusz Wojciechowski, polski prawnik, polityk, poseł na Sejm RP, eurodeputowany, publicysta
- 7 grudnia:
  - Priscilla Barnes, amerykańska aktorka
  - Zdzisław Kapka, polski piłkarz
  - Mariusz Saniternik, polski aktor
- 8 grudnia:
  - Louis de Bernières, brytyjski pisarz
  - Peter Kotte, niemiecki piłkarz
  - Zbigniew Szaleniec, polski nauczyciel, samorządowiec, polityk, senator RP
- 9 grudnia:
  - Małgorzata Bogucka, polska lekkoatletka, sprinterka (zm. 2025)
  - Phil Bryant, amerykański polityk, gubernator Missisipi
  - Mary Fallin, amerykańska polityk, gubernator stanu Oklahoma
  - Jean-Claude Juncker, luksemburski prawnik, polityk, premier Luksemburga, przewodniczący Komisji Europejskiej
  - Steve Rodby, amerykański kontrabasista jazzowy
  - Ute Rührold, niemiecka saneczkarka
  - Jack Sonni, amerykański gitarzysta (zm. 2023)
  - Henk ten Cate, holenderski piłkarz, trener
  - Renáta Tomanová, czeska tenisistka
  - Krzysztof Woliński, polski kompozytor, gitarzysta jazzowy
- 10 grudnia:
  - Bogdan Burdziej, polski literaturoznawca
  - Kristine DeBell, amerykańska aktorka
  - Anna Mieszczanek, polska publicystka, redaktorka
  - Witalij Pietrakow, rosyjski kolarz torowy
  - Waldemar Polczyński, polski polityk, technik budowlany, poseł na Sejm I kadencji
  - Włodzimierz Samborski, polski reumatolog i nauczyciel akademicki
  - Witold Walo, polski sztangista
- 11 grudnia:
  - Santiago Creel, meksykański piłkarz
  - Pushpa Kamal Dahal, nepalski polityk, premier Nepalu
  - Jermaine Jackson, amerykański basista, piosenkarz
  - Vicki Randle, amerykańska muzyk, kompozytorka
- 12 grudnia:
  - Aleksandr Jermiłow, rosyjski siatkarz
  - Dragan Vasiljković, serbski dowódca oddziału paramilitarnego, polityk, zbrodniarz wojenny
- 13 grudnia:
  - Anthony Costly, honduraski piłkarz
  - Hans-Henrik Ørsted, duński kolarz torowy i szosowy
  - José Van Tuyne, argentyński piłkarz
- 14 grudnia:
  - Ryszard Bogusz, polski polityk, poseł na Sejm RP I kadencji
  - Steven MacLean, kanadyjski astronauta
- 15 grudnia – Mark Warner, amerykański polityk, senator ze stanu Wirginia
- 16 grudnia:
  - Marco Frisina, włoski duchowny katolicki, kompozytor, dyrygent
  - Joslyn Hoyte-Smith, brytyjska lekkoatletka, sprinterka
  - Armando Martín Gutiérrez, hiszpański duchowny katolicki, biskup Bacabal
  - Franz Pitschmann, austriacki zapaśnik
  - Spagna, włoska piosenkarka
  - Andrzej Wilowski, polski dziennikarz, publicysta, poeta, prozaik, scenarzysta filmowy
  - Adam Włodarczyk, polski samorządowiec, prezydent Radomia
- 17 grudnia:
  - Pichi Alonso, hiszpański piłkarz, trener
  - Agapiusz (Dritsas), grecki biskup prawosławny
  - Sergejus Jovaiša, litewski koszykarz, polityk
  - Roman Murdza, polski siatkarz, trener
  - Grażyna Sztark, polska polityk, senator RP
  - Élisabeth Toutut-Picard, francuska polityk
  - Síle de Valera, irlandzka polityk
- 18 grudnia:
  - Ray Liotta, amerykański aktor, producent filmowy i telewizyjny (zm. 2022)
  - Tomasz Mędrzak, polski aktor, reżyser teatralny
  - Uli Jon Roth, niemiecki gitarzysta
  - Willi Wülbeck, niemiecki lekkoatleta, średniodystansowiec
- 19 grudnia:
  - Andrzej Sekuła, polski operator i reżyser filmowy
  - Sławomir Telka, polski muzyk; kompozytor, pianista, perkusista
- 20 grudnia:
  - Wim Crusio, holenderski neurobiolog
  - François Fonlupt, francuski duchowny katolicki, biskup biskup Rodez
- 21 grudnia:
  - Jan Dołgowicz, polski zapaśnik
  - Kai Arne Engelstad, norweski łyżwiarz szybki
  - Chris Evert, amerykańska tenisistka
- 22 grudnia – Joseph Afrifah-Agyekum, ghański duchowny katolicki
- 23 grudnia:
  - Nicholas Butterfield, brytyjski paleontolog
  - Ohman Chehaibi, tunezyjski piłkarz
  - Ludmiła Janowska, polska koszykarka
  - Brian Teacher, amerykański tenisista
- 24 grudnia:
  - José María Figueres, kostarykański przedsiębiorca, polityk, prezydent Kostaryki
  - Maria Kalinowska, polska profesor historii literatury polskiej
  - Gregory Paul, amerykański paleontolog, paleoartysta
- 25 grudnia:
  - João Justino Amaral dos Santos, brazylijski piłkarz (zm. 2024)
  - Jesús María Aristín Seco, hiszpański duchowny katolicki, wikariusz apostolski Yurimaguas
  - (lub 1957) Joaquín Guzmán Loera, meksykański przestępca
  - Ryszard Kaczyński, polski nauczyciel, przedsiębiorca, poseł na Sejm RP
  - Annie Lennox, szkocka piosenkarka, kompozytorka, była członkini duetu Eurythmics
- 26 grudnia:
  - Walter Dießner, niemiecki wioślarz
  - Roy Jacobsen, norweski pisarz
  - Ozzie Smith, amerykański baseballista
- 27 grudnia:
  - Kent Benson, amerykański koszykarz
  - Teo Chee Hean, singapurski polityk
  - Ullrich Dießner, niemiecki wioślarz
- 28 grudnia:
  - Emmanuel Delmas, francuski duchowny katolicki, biskup Angers
  - Denzel Washington, amerykański aktor, scenarzysta, reżyser i producent filmowy
  - Tadeusz Zwiefka, polski dziennikarz i polityk, poseł do Parlamentu Europejskiego
- 29 grudnia:
  - Andrzej Bargieła, polski informatyk
  - Lars Erik Eriksen, norweski biegacz narciarski
  - Eugeniusz Grzeszczak, polski samorządowiec, polityk, poseł na Sejm RP, wicemarszałek
- 30 grudnia:
  - Penina Rosenblum, izraelska aktorka, modelka, piosenkarka, bizneswoman i polityk
  - Barry Greenstein, amerykański pokerzysta
- 31 grudnia:
  - Ingibjörg Sólrún Gísladóttir, islandzka polityk, feministka
  - Martin Holley, amerykański duchowny katolicki, biskup pomocniczy Waszyngtonu
  - Maciej Mączyński, polski profesor nauk humanistycznych
  - Alex Salmond, szkocki polityk, pierwszy minister Szkocji (zm. 2024)
  - Hermann Tilke, niemiecki architekt, kierowca wyścigowy
- data dzienna nieznana: 
  - Antoni Domicz, polski architekt
  - Cezary Kowalski, polski farmaceuta
  - Witold Liszkowski, polski artysta sztuk wizualnych
  - Lech Makowiecki, polski poeta, autor tekstów, kompozytor, muzyk, scenarzysta i felietonista
  - Maciej Mikołajewski, polski astronom i popularyzator nauki
  - Zenon Piech, polski historyk
  - Aleksandra Radziszewska, polska artystka malarka, absolwentka Akademii Sztuk Pięknych w Gdańsku (zm. 2012)
  - Nikołaj Szestakow, radziecki seryjny morderca (zm. 1978)
  - Augustine Thompson, amerykański historyk i dominikanin
  - Teresa Worowska, polska hungarystka i tłumaczka z języka węgierskiego
  - Barbara Zbroińska, polska ekonomistka

## Zdarzenia astronomiczne
- 30 czerwca – całkowite zaćmienie Słońca, widoczne w Polsce[3].

## Nagrody Nobla
- z fizyki – Max Born, Walther Bothe
- z chemii – Linus Pauling
- z medycyny – John Enders, Thomas Weller, Frederick Robbins
- z literatury – Ernest Miller Hemingway
- nagroda pokojowa – Urząd Wysokiego Komisarza Narodów Zjednoczonych do spraw uchodźców

## Święta ruchome
- Tłusty czwartek: 25 lutego
- Ostatki: 2 marca
- Popielec: 3 marca
- Niedziela Palmowa: 11 kwietnia
- Wielki Czwartek: 15 kwietnia
- Wielki Piątek: 16 kwietnia
- Pamiątka śmierci Jezusa Chrystusa: 17 kwietnia
- Wielka Sobota: 17 kwietnia
- Wielkanoc: 18 kwietnia
- Poniedziałek Wielkanocny: 19 kwietnia
- Wniebowstąpienie Pańskie: 27 maja
- Zesłanie Ducha Świętego: 6 czerwca
- Boże Ciało: 17 czerwca